# Неймар
Нейма́р да Си́лва Са́нтос Жу́ниор (порт.-браз. Neymar da Silva Santos Júnior; португальское произношение: [nejˈmaʁ dɐ ˈsiwvɐ ˈsɐ̃tus ˈʒũɲoʁ]; род. 5 февраля 1992, Можи-дас-Крузис, штат Сан-Паулу), известный мононимно как Нейма́р (порт.-браз. Neymar), — бразильский футболист, нападающий бразильского клуба «Сантос» . Считается одним из лучших игроков в мире своего поколения. Лучший бомбардир в истории сборной Бразилии (79 голов).
В 2009 году дебютировал в профессиональном футболе в составе бразильского «Сантоса». В составе этого клуба выиграл три чемпионских титула: Лиги Паулиста, Кубок Бразилии, Кубок Либертадорес, а также Рекопу Южной Америки. В 2011 и 2012 году признавался лучшим футболистом года в Южной Америке. В 2011 году был удостоен премии ФИФА имени Ференца Пушкаша за лучший гол года. Летом 2013 года бразилец стал игроком испанской «Барселоны». Составив атакующее трио с Луисом Суаресом и Лионелем Месси, Неймар помог «Барселоне» дважды выиграть чемпионат Испании, трижды Кубок Испании, а также завоевать один трофей Лиги чемпионов УЕФА. В сезоне 2014/15 вместе с клубом сделал «золотой хет-трик». Также в 2015 году занял третье место в голосовании на награду «Золотой мяч». В августе 2017 года Неймар перешёл из «Барселоны» в «Пари Сен-Жермен», став самым дорогим футболистом в истории. Во Франции Неймар со своей командой трижды стал чемпионом Франции, также одержав победу в Кубке Франции, Кубке лиги и Суперкубке Франции. В 2018 году был признан лучшим футболистом года во Франции по версии НПСФ.
С 2009 года выступал в составах молодёжных сборных Бразилии до 17 и до 20 лет, в составе сборной до 20 лет выиграл чемпионат Южной Америки среди молодёжных команд. В 2010 году дебютировал за основную бразильскую сборную. В 2011 году выступил на Кубке Америки. Стал лучшим футболистом Кубка конфедераций 2013 года, который он выиграл в составе своей сборной. По итогам чемпионата мира 2014 года стал третьим в списке лучших бомбардиров турнира. Принял участие на Кубке Америки 2015 года и чемпионате мира 2018 года. На Олимпийских играх в 2016 году получил золотую медаль.
Неймар является одним из самых известных футболистов в мире. В 2017 году журнал Time включил его в список 100 самых влиятельных людей в мире. В 2019 году журнал Forbes назвал Неймара третьим самым высокооплачиваемым спортсменом мира.

## Ранние годы
Неймар младший родился в семье торговца ювелирными изделиями Неймара Сантоса и Надин Сантос, позже родилась его сестра, которую назвали Рафаэла. Неймар — воспитанник клуба «Сантос», куда попал в 1999 году. Уже в самом юном возрасте, не дебютировав даже в основном составе клуба, он привлёк к себе внимание самых разнообразных европейских клубов, включая «Манчестер Сити», «Барселону», «Реал Мадрид», «Арсенал», «Челси» и «Милан», которые с помощью скаутов наблюдали за его игрой в «Копинье», молодёжном первенстве Сан-Паулу, в котором нападающий произвёл фурор, получив прозвище «Новый Робиньо», благодаря манере дриблинга, схожей со знаменитым форвардом. В возрасте 14 лет он даже уехал в академию «Реала», но из-за тоски по родине вернулся обратно в Бразилию. По другой же версии «Сантос», где Неймар оказался годом ранее, заплатил семье игрока 1 млн евро, чтобы тот остался в академии клуба, где тренировался под руководством Лимы, известного игрока 1960-х годов. По сообщению газеты Marca, Неймар был готов остаться в «Реале», если те заплатят 60 тыс. долларов его отцу и агенту футболиста; эти деньги пошли бы на постройку нового этажа в доме футболиста для деда и бабушки, но мадридский клуб отказался. Прославился Неймар и игрой за сборную до 15 лет на Южноамериканском чемпионате.

## Клубная карьера

### «Сантос»
В 2008 году Неймар подписал свой первый профессиональный контракт с «Сантосом», рассчитанный до 2013 года, с огромной суммой отступных, которые сразу же отпугнули многих потенциальных покупателей, кроме того 40 % сделки принадлежало компании «Гропо Сонда». Правда некоторые клубы не отступились, в частности «Манчестер Юнайтед» и мадридский «Реал», тем более, что «сливочные» имели приоритетное право на покупку футболиста, поскольку подписали с ним предварительный контракт. 7 марта 2009 года бразилец дебютировал в основном составе «Сантоса» в матче против «Оэсте», заменив Маурисио Молину. Неделю спустя, в матче с «Можи-Мирин», Неймар забил свой первый мяч за клуб. 24 марта 2009 года стало известно, что в трансфере игрока заинтересован и московский ЦСКА. Позже Неймаром вплотную заинтересовался «Милан».

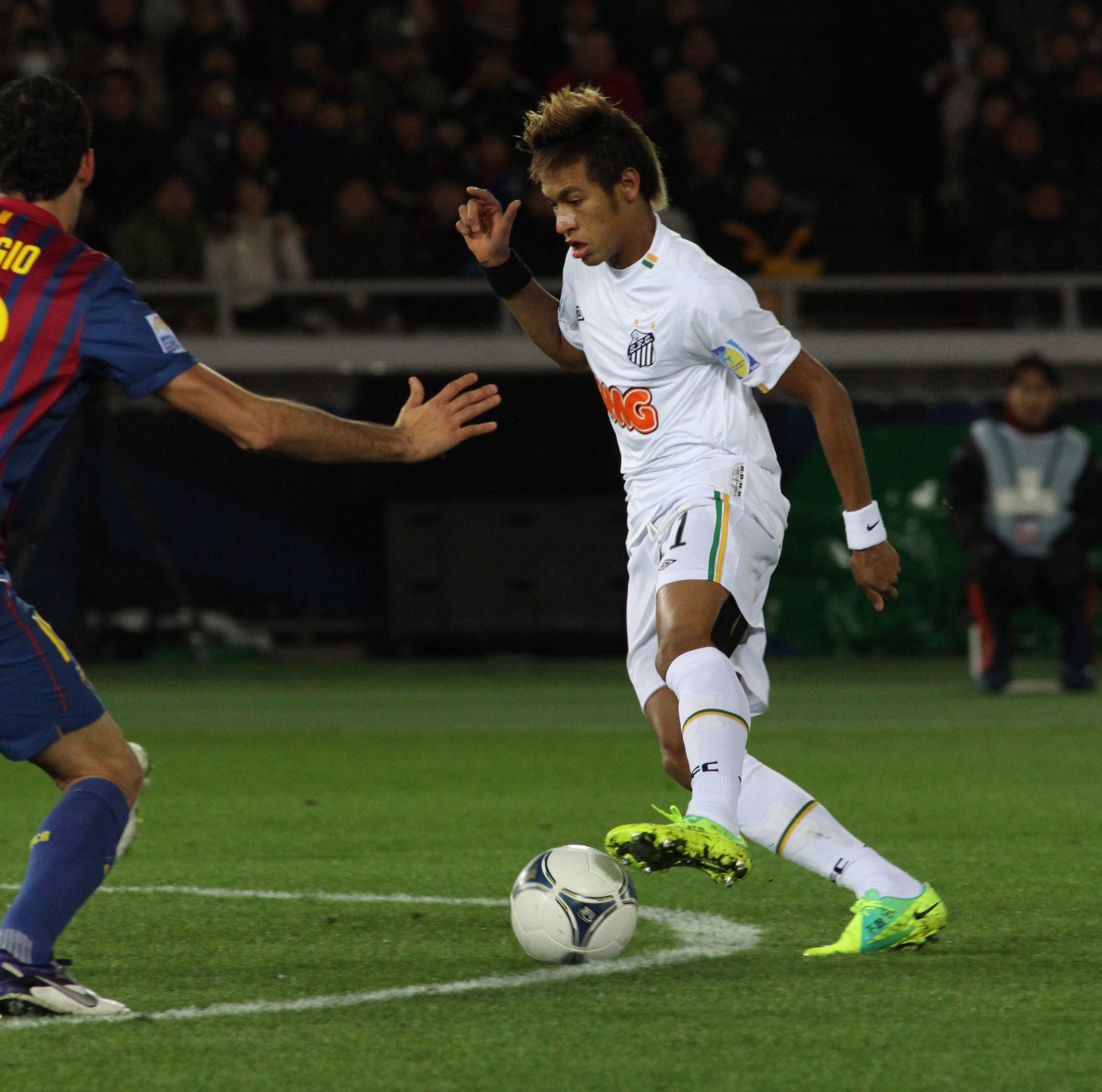
Неймар играет за «Сантос» в финале Клубного чемпионата мира 2011 против «Барселоны»

Весной 2010 года Неймар выиграл свой первый трофей на взрослом уровне, став чемпионом штата Сан-Паулу в составе «Сантоса»; также он был назван лучшим игроком турнира. 15 апреля в матче 1/16 Кубка Бразилии против «Гуарани» Неймар забил 5 голов (пента-трик), а его клуб выиграл со счётом 8:1. Впоследствии «Сантос» выиграл Кубок страны, а Неймар с 11 голами стал лучшим бомбардиром турнира. Летом «Сантос» отверг предложение «Вест Хэма», предложившего за переход Неймара 15 млн евро и «Челси», предложившего за нападающего 20 млн евро. Позже «синие» увеличили предложение по Неймару до 26 млн евро. 20 августа Неймар, желавший остаться в команде, принял решение продлить контракт с «Сантосом» на 5 лет; он сказал:
Одними только деньгами счастлив не будешь. Я всем доволен в «Сантосе» и хочу продолжить выступления за эту команду. Решение далось тяжело, очень тяжело. Но Бог дал мне сил и мудрости, чтобы принять самое правильное решение. Теперь я думаю только о «Сантосе» и его победах.
 В сентябре 2010 года Неймар позволил себе публично раскритиковать главного тренера «Сантоса», Доривала Жуниора, за то, что тот не дал ему пробить пенальти в матче чемпионата Бразилии, в ответ руководство команды приняло решение дисквалифицировать и оштрафовать нападающего. На следующий день после инцидента Неймар извинился за свои слова. Несмотря на это, Доривал остался недоволен столь слабым наказанием игрока, после чего главный тренер был уволен. В октябре 2010 года в одной из бразильских газет появилась информация, что Неймар, вместе с одноклубниками, отпраздновал победу над «Гремио» в сопровождении проституток; эта публикация вызвала гневную реакцию президента «Сантоса», Луиса Альваро Рибейро, который заявил, что таким образом кто-то пытается ускорить отъезд футболиста из родной страны. В июне Неймар в составе «Сантоса» выиграл Кубок Либертадорес, забив один из двух мячей в финале. За это он был назван лучшим игроком турнира.
Летом 2011 года интерес к Неймару вновь проявил «Челси», а также туринский «Ювентус», мадридский «Реал» и «Барселона», а потом и «Анжи», готовый отдать 45 млн евро за футболиста.
27 июля Неймар сделал дубль в матче чемпионата Бразилии против «Фламенго»; один из голов он забил пройдя через всю оборону команды соперника, по мнению Антонио Кареки: «Такие голы забиваются лишь гениями. Было такое впечатление, что я смотрю видеоигру. Футболка с десятым номером не принадлежит Неймару, но он достоин её. Он забил гол, достойный самого Пеле». Сам Пеле, который считал соотечественника лучшим футболистом в мире, также был очарован этим мячом. За этот гол Неймар получил премию ФИФА имени Ференца Пушкаша в 2011 году.
В августе 2011 года «Сантос» предложил Неймару новый контракт, в ответ на запрос «Реала» купить игрока за 58 млн евро. 29 октября нападающий забил четыре гола в матче с «Атлетико Паранаэнсе». 9 ноября того же года бразилец переподписал контракт с клубом до 13 июля 2014 года, с заработной платой 6,5 млн евро; сумма отступных составила 75 млн евро. По словам президента клуба, Луиса Альваро де Оливейры, он сказал: «Я убедил Неймара остаться, сказав, что главный тренер „Реала“ Жозе Моуринью заставил бы его стричься короче. У нас же он может делать со своей прической всё, что ему нравится». По окончании сезона Неймар был признан лучшим игроком чемпионата Бразилии, лучшим игроком Южной Америки, а также вошёл в число претендентов на «Золотой мяч ФИФА».

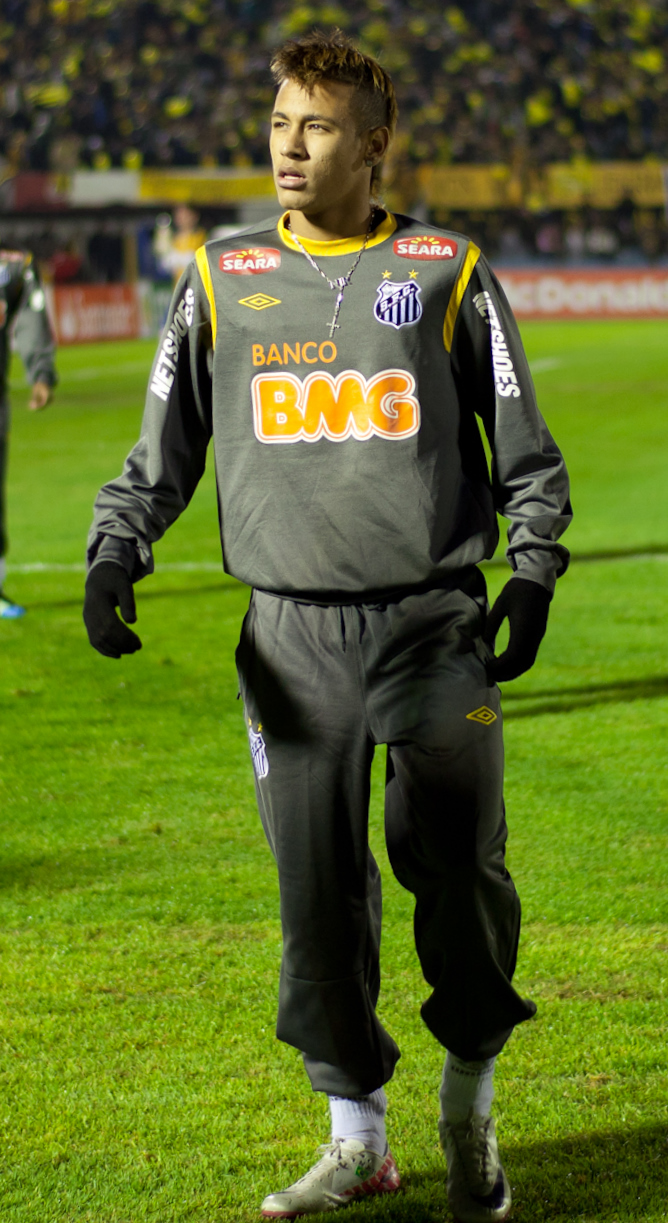
Неймар разминается перед финалом Кубка Либертадорес 2011 против «Пеньяроля»

6 февраля 2012 года, сделав дубль в матче с «Палмейрасом», Неймар достиг отметки в 100 забитых мячей на профессиональном уровне. В марте, по сообщениям СМИ, «Барселона» сумела договориться о трансфере Неймара и даже заплатила часть денег по выкупу контракта футболиста — € 14,5 млн. 8 марта Неймар забил три гола во встрече с «Интернасьоналом». 30 марта бразилец сделал хет-трик в матче с «Гуаратингетой» и вышел на четвёртое место по числу голов за «Сантос», опередив Робиньо. 26 апреля в матче Кубка Либертадорес против «Боливара» в Неймара с трибуны был брошен посторонний предмет, вследствие чего футболист упал и некоторое время приходил в себя. 29 апреля Неймар сделал очередной хет-трик, забив три гола в ворота «Сан-Паулу». В конце 2012 года Неймар был признан лучшим футболистом года в Южной Америке.
26 мая 2013 года Неймар провел последний матч за «Сантос» в игре против «Фламенго». Бразилец сыграл все 90 минут во встрече национального первенства. Игра завершилась вничью со счетом 0:0.

### «Барселона»
26 мая 2013 года испанская «Барселона» на своём официальном сайте сообщила о переходе Неймара в стан «сине-гранатовых». Детали сделки не разглашались, однако по данным спортивной газеты «Marca», «каталонцы» должны были заплатить за бразильского нападающего около 50 млн евро, а ежегодная зарплата игрока составила 7 млн евро. Эту информацию подтвердил и сам футболист, написав в своём твиттере: 
Мои родные уже знают о моем решении. Я не могу больше терпеть и хочу поделиться новостью, в понедельник я подпишу контракт с «Барселоной».
27 мая «Сантос» и «Барселона» официально уладили все детали перехода нападающего в испанский клуб. Неймар согласовал условия 5-летнего контракта с «каталонцами», который был подписан уже в Испании. Бразилец стал вторым в списке самых дорогостоящих футболистов в истории «Барселоны», уступив только шведу Златану Ибрагимовичу.

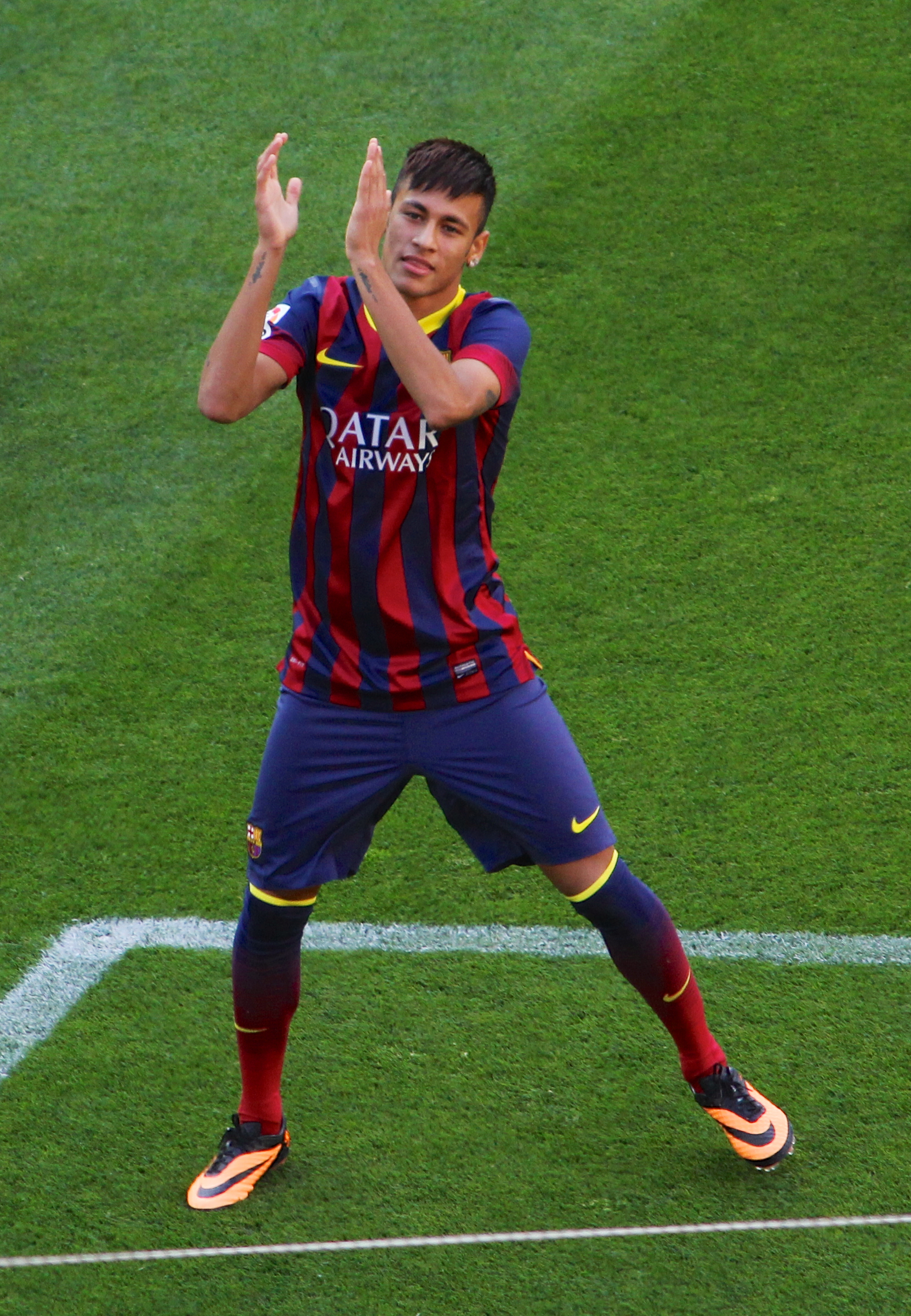
Неймар на презентации в качестве игрока «Барселоны»

3 июня состоялась презентация нападающего на «Камп Ноу», на которой присутствовало 56 500 зрителей. В тот же день Неймар подписал 5-летний контракт. Сделка обошлась «Барселоне» 57 млн евро, а сумма отступных за игрока составила 190 млн евро.

#### Первый сезон в Испании (2013—2014)
Дебют Неймара в составе «Барселоны» состоялся 30 июля 2013 года в товарищеской встрече против польской «Лехии», завершившейся со счётом 2:2. Нападающий вышел на поле на 79-й минуте матча, заменив Алексиса Санчеса.
В матче на Кубок Жоана Гампера против «Сантоса» поучаствовал в голевой комбинации, сделав результативную передачу на Сеска Фабрегаса (8:0).
7 августа, в товарищеской встрече против сборной Таиланда, забил свой первый мяч за новый клуб.
18 сентября, в матче 1-го тура Примеры против «Леванте», дебютировал за «Барселону» в официальных играх, выйдя на замену на 63-й минуте встречи, а «сине-гранатовые» разгромили соперника со счётом 7:0. Первый официальный мяч забил в выездном матче за Суперкубок Испании против мадридского «Атлетико» на стадионе «Висенте Кальдерон». Бразилец вышел на поле на 59-й минуте встречи, заменив Педро, а уже на 65-й минуте замкнул головой передачу с правого фланга от Дани Алвеса. Матч закончился минимальной ничьей — 1:1. В ответной встрече команды голов не забили и трофей достался «каталонцам» по правилу выездного гола. 18 сентября дебютировал в Лиге чемпионов УЕФА в матче с «Аяксом» и отметился голевой передачей на Жерара Пике (4:0). 24 сентября забил свой первый гол в чемпионате Испании, поразив ворота клуба «Реал Сосьедад» (4:1).
26 октября забил гол и сделал голевую передачу в своём первом «Эль-Класико» на «Камп Ноу», а «Барселона» переиграла мадридский «Реал» со счётом 2:1. 10 ноября открыл счёт в матче против «Бетиса» на «Бенито Вильямарин», замкнув передачу Сеска Фабрегаса. Поединок завершился победой «каталонцев» со счётом 4:1. 14 декабря оформил свой первый дубль в Примере в матче против «Вильярреала», забив один из мячей с пенальти (2:1). В матче группового этапа Лиги чемпионов против «Селтика» нападающий сделал свой первый хет-трик за «Барселону», а встреча завершилась разгромом шотландского клуба — 6:1. Кроме того, в этой игре бразилец установил сразу несколько рекордов, как личных, так и клубных. Во-первых, оформил самый быстрый хет-трик в истории «Барселоны» в самом престижном турнире Европы. Свои три гола Неймар забил за 13 минут (с 45 по 58). Предыдущий рекорд принадлежал Лионелю Месси — хет-трик за 16 минут. А во-вторых, стал первым игроком в истории футбола, оформившим хет-трик в Кубке Либертадорес и в Лиге чемпионов. Помимо этого, Неймар забил 600-й гол «Барселоны» в европейских турнирах на «Камп Ноу». 18 декабря Неймар забил свой первый гол в Кубке Испании, отличившись точным ударом в ворота «Картахены». 17 января в рамках 1/8 финала Кубка Испании против «Хетафе» нападающий получил травму уже на 28-й минуте встречи и выбыл на срок 3-4 недели.
Оправившись от травмы, вышел на поле на 62-й минуте матча с «Райо Вальекано», а на 89-й минуте стал автором красивого гола: протащил мяч с центра поля, попутно уйдя от оппонента, и метров с 25-27 выстрелил точно в левую девятку. Матч закончился со счетом 6:0 в пользу «Барселоны». 26 марта оформил свой второй дубль в сезоне, поразив ворота «Сельты».
В 1/4 финала Лиги чемпионов «Барселона» встречалась с «Атлетико» и по сумме двух встреч (1:2) уступила путёвку в полуфинал турнира мадридцам, единственный гол «каталонцев» в этом противостоянии был забит Неймаром. В финале Кубка Испании «сине-гранатовые» играли с мадридским «Реалом». К концу встречи «каталонцы» уступали со счётом 1:2 и у нападающего была возможность сравнять счёт в матче: Хави вывел его на ударную позицию, однако удар Неймара приняла на себя штанга. В своём первом сезоне в составе «Барселоны» бразилец забил 15 мячей (9 в чемпионате Испании, 1 в Кубке Испании, 4 в Лиге чемпионов и 1 в Суперкубке Испании) и стал автором 12 голевых передач.

#### «Золотой хет-трик», трио МСН и индивидуальные успехи (2014—2015)
Свои первые голы в новом сезоне бразилец забил 13 сентября в матче 3-го тура чемпионата Испании против баскского «Атлетика». Неймар вышел на поле в середине второго тайма и с помощью двух голевых пасов Месси дважды поразил ворота Горки Ираисоса. Уже в следующем туре нападающий отличился вновь, положив начало разгрому «Леванте» (5:0). 27 сентября бразилец забил три мяча в матче с «Гранадой», оформив первый хет-трик в сезоне (6:0). Он отличился на 26, 45 и 66-й минутах встречи. 30 сентября открыл счёт своим голам в розыгрыше Лиги чемпионов 2014/15, забив красивый мяч в ворота «Пари Сен-Жермен» на «Парк де Пренс», однако «Барселона» уступила в гостях со счётом 2:3. 27 сентября забил один из двух голов в ворота «Райо Вальекано». 26 октября в матче «Эль-Класико» на «Сантьяго Бернабеу», открыл счёт уже на 4-й минуте встречи, получив передачу от Луиса Суареса, однако затем «мадридцы» сумели переломить ход встречи, одержав победу со счетом 3:1.
8 ноября, в тяжёлом матче против «Альмерии» на стадионе «Медитерранно», Неймар сравнял счёт в игре, выйдя на замену во втором тайме. Поединок закончился победой «Барселоны» со счётом 1:2. 22 ноября поучаствовал в разгроме «Севильи», забив гол и отдав две голевые передачи на Лионеля Месси (5:1). 10 ноября забил победный мяч в последнем матче группового этапа Лиги чемпионов против «Пари Сен-Жермен», который позволил «каталонцам» выйти в плей-офф турнира с первого места. Гол Неймара получился великолепным: получив мяч от Иньесты, он протащил его сквозь оборону соперника, и из-за пределов штрафной пробил в дальний угол ворот Сальваторе Сиригу. «Сине-гранатовые» выиграли встречу со счётом 3:1.
9 января бразилец сделал дубль в Кубке Испании, поразив ворота «Эльче», а «Барселона» разгромила соперника со счётом 5:0. 11 января в рамках 18-го тура Примеры забил один из трёх мячей в ворота мадридского «Атлетико». Встреча завершилась убедительной победой «каталонцев» со счётом 3:1. 24 января в выездном матче против «Эльче», Неймар стал одним из лучших игроков встречи, поучаствовав в четырёх из шести забитых мячей: на счету нападающего два гола, ассист и заработанный пенальти. Спустя четыре дня бразилец принёс победу своей команде в гостевом матче 1/4 финала Кубка Испании с «Атлетико», забив мячи на 9-й и 41-й минутах встречи (2:3). 1 февраля в матче 21-го тура против «Вильярреала» сравнял счёт в игре, а «Барселона» одержала волевую победу — 2:3. 8 февраля забил один из пяти мячей в ворота «Атлетика» на стадионе «Сан-Мамесе» (2:5). 4 марта сделал дубль в выездном матче Кубка Испании с «Вильярреалом», что позволило «сине-гранатовым» в четвёртый раз за семь лет выйти в финал турнира.

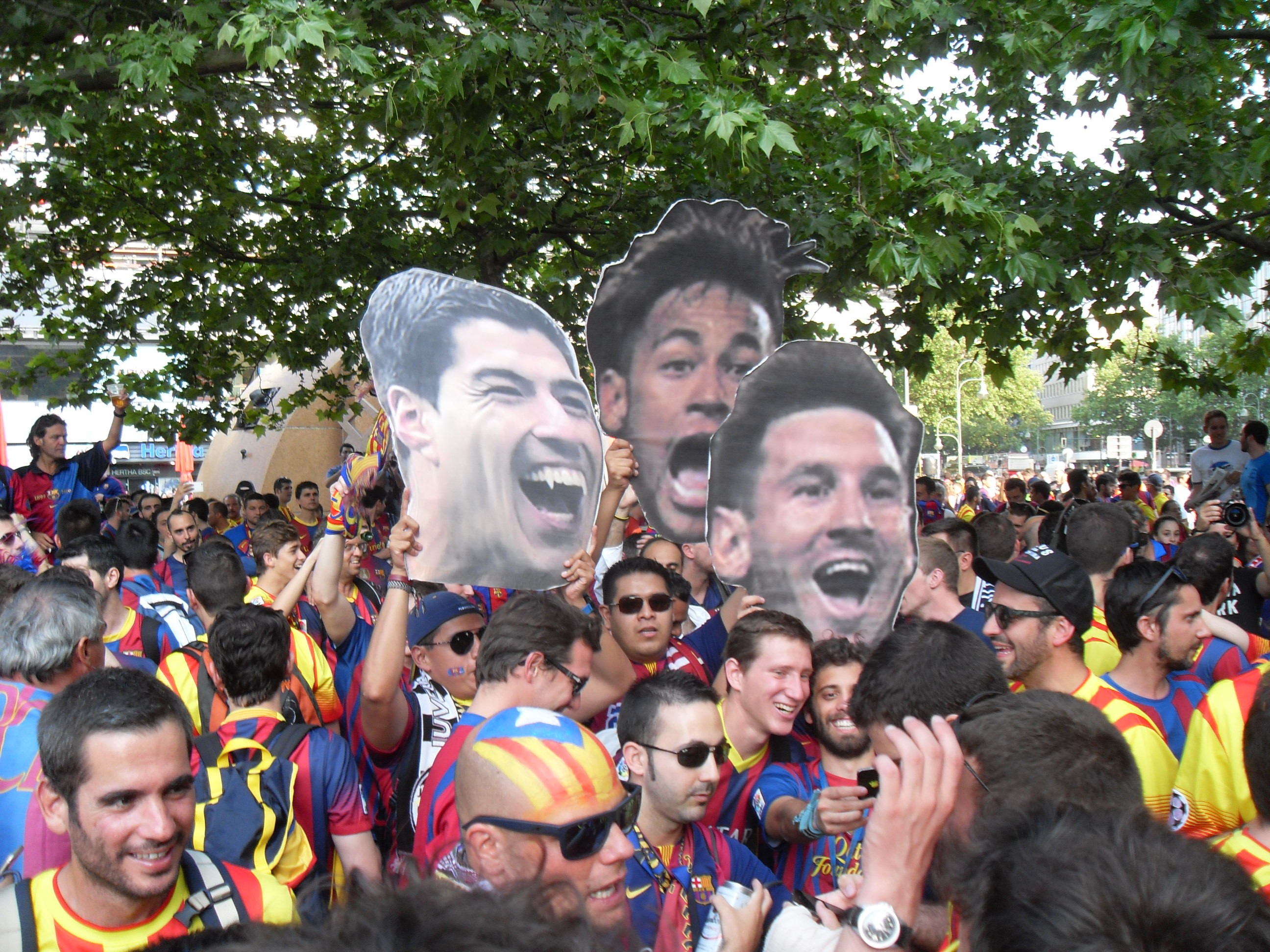
Болельщики «Барселоны» держат фотографии атакующего трио каталонской команды: Луиса Суареса, Неймара и Лионеля Месси

14 марта в матче против «Эйбара» Неймар сыграл свой 300-й матч на клубном уровне. 11 апреля в матче 31-го тура Примеры против «Севильи» на стадионе «Рамон Санчес Писхуан» забил свой первый гол ударом со штрафного в футболке «каталонцев», однако «Барселона» не смогла переиграть соперника — 2:2. 15 апреля забил первый мяч в ворота «Пари Сен-Жермен» в выездном матче 1/4 финала Лиги чемпионов, а «каталонцы» одержали уверенную победу со счётом 1:3. 21 апреля в ответном матче против «парижан» на «Камп Ноу» забил два мяча и установил сразу несколько рекордов. Во-первых, Неймар стал единственным игроком в истории, который поразил ворота одного соперника в четырёх матчах одного розыгрыша Лиги чемпионов. Во-вторых, его первый гол стал для клуба 1000-м в еврокубках. В-третьих, второй его мяч стал для футболиста десятым в турнире: и Неймар стал вторым бразильцем, забившим 10 и более голов в Лиге чемпионов и Кубке Либертадорес (ранее это достижение покорилось только Марио Жарделу). 9 мая в матче 36-го тура Примеры против клуба «Реал Сосьедад» забил свой 50 гол за «Барселону» в официальных встречах, для этого ему понадобилось провести 87 игр. 12 мая в выездном матче против мюнхенской «Баварии» на «Альянц Арене» оформил дубль, а «сине-гранатовые» по сумме двух встреч переиграли соперника и вышли в финал Лиги чемпионов (3:0 и 2:3).
17 мая «Барселона» переиграла на «Висенте Кальдероне» «Атлетико Мадрид» (1:0) и стала чемпионом Испании, а бразилец с 22 голами стал третьим бомбардиром Примеры. 30 мая забил победный гол в финале Кубка Испании против «Атлетика», после передачи Луиса Суареса. Матч завершился победой «Барселоны» со счётом 3:1. По итогам турнира Неймар с 7 мячами стал лучшим бомбардиром розыгрыша, вместе с футболистом «Севильи» Яго Аспасом.
6 июня Неймар стал победителем Лиги чемпионов; в финале турнира, который проходил на Олимпийском стадионе в Берлине, «Барселона» обыграла туринский «Ювентус» со счётом 3:1. Сам нападающий стал одним из лучших игроков матча: поучаствовал в голевой комбинации с Иньестой и Ракитичем при первом взятии ворот соперника, а затем установил окончательный счёт в матче, забив третий мяч в ворота Буффона на 6-й добавленной минуте встречи. По итогам розыгрыша Неймар с 10 мячами стал лучшим бомбардиром турнира, наряду с Лионелем Месси и Криштиану Роналду из «Реала». Кроме того, согласно версии УЕФА бразилец был признан лучшим игроком плей-офф Лиги чемпионов и вошёл в символическую сборную турнира. Также в этом розыгрыше Неймар установил сразу несколько рекордов: стал первым футболистом, который в ходе одного сезона Лиги чемпионов забил в обоих четвертьфиналах, обоих полуфиналах и финале турнира. Во-вторых, стал вторым игроком в истории, забившим в финале Лиги чемпионов и Кубка Либертадорес (первым игроком был Эрнан Креспо). И в-третьих, забив вместе с Месси по 10 мячей стал соучастником нового рекорда турнира: впервые в истории Лиги чемпионов сразу двое игроков из одной команды смогли забить двухзначное количество голов в ней за один лишь сезон. Всего в прошедшем сезоне бразилец сыграл за клуб 51 матч, забил 39 мячей и сделал 7 голевых передач.

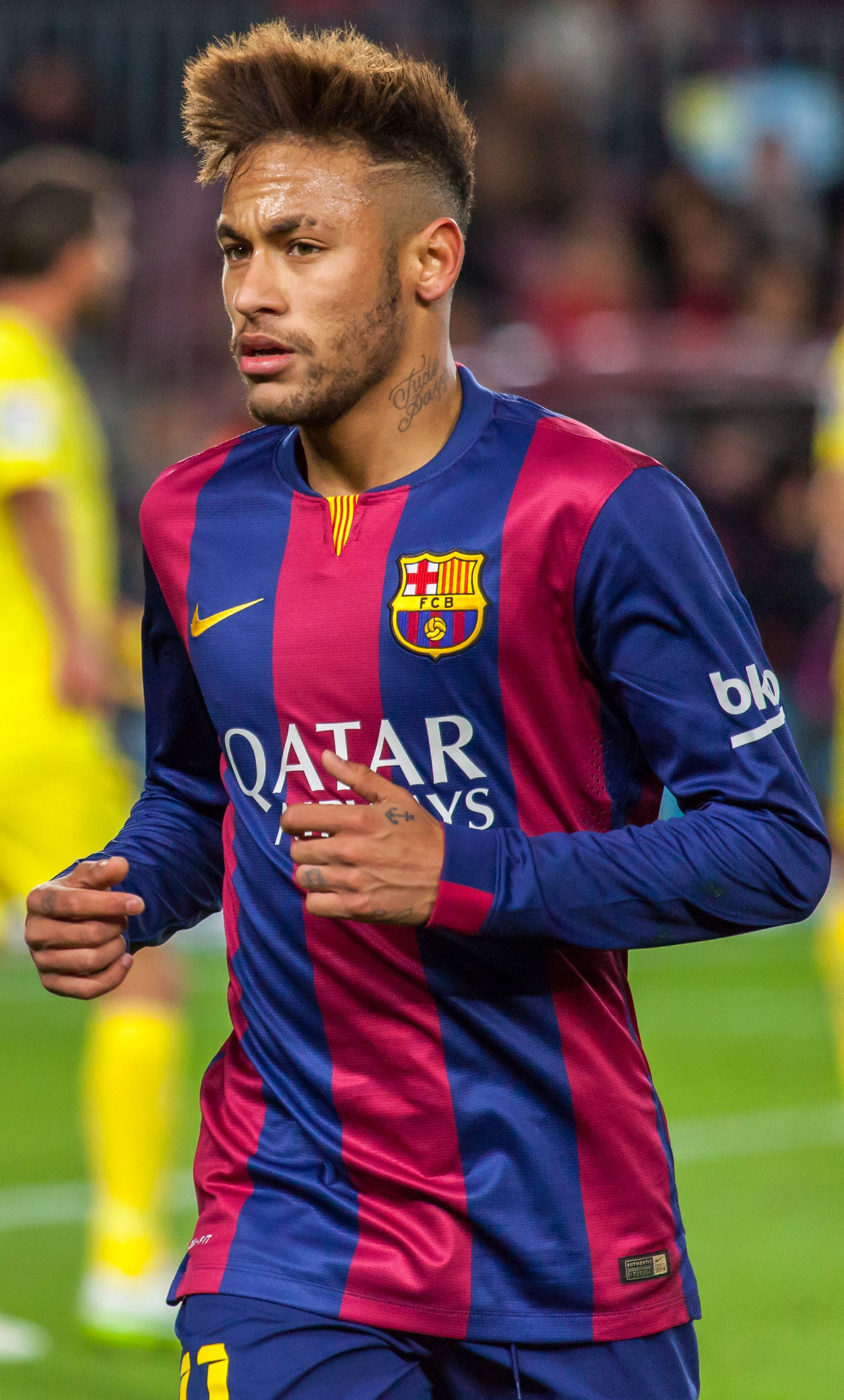
Неймар в составе «Барселоны», 2015 год

#### «Золотой дубль» (2015—2016)
Первый гол в новом сезоне Неймар забил в товарищеском матче на Кубок Жоана Гампера в ворота итальянской «Ромы». Первый гол в официальных играх забил в матче 3-го тура чемпионата Испании против мадридского «Атлетико», шикарно пробив штрафной и направив мяч в самую «девятку». Этот гол позволил «Барселоне» сравнять счёт в игре и одержать в итоге минимальную победу со счётом 2:1. 17 октября в восьмом туре чемпионата Испании против «Райо Вальекано» стал лучшим игроком встречи, забив четыре мяча и отдав одну голевую передачу. Этот покер стал для нападающего первым и единственным в футболке «каталонцев». 4 ноября сделал дубль в ворота белорусского «БАТЭ» в матче Лиги чемпионов УЕФА. Через четыре дня вновь отличился дважды, поразив ворота «Вильярреала» в матче одиннадцатого тура Примеры. Комментаторы назвали второй гол бразильца «роскошным»: получив мяч после прострела Суареса с левого фланга, Неймар эффектно развернулся и запутав соперника, отправил мяч в сетку ворот. 21 ноября поучаствовал в разгроме мадридского «Реала» на «Сантьяго Бернабеу». Бразилец забил второй гол в игре, а также ассистировал Андресу Иньесте. 28 ноября забил два мяча в матче 13-го тура против «Реал Сосьедада». 20 декабря Неймар вместе с «Барселоной» стал победителем Клубного чемпионата мира по футболу, в финале турнира «каталонцы» обыграли аргентинский «Ривер Плейт» со счётом 3:0. 20 февраля забил победный гол в сложном выездном матче 25-го тура чемпионата Испании против «Лас-Пальмаса». Этот мяч позволил одержать «сине-гранатовым» минимальную победу со счётом 2:1. 16 марта открыл счёт в ответном матче 1/8 финала Лиги чемпионов УЕФА с лондонским «Арсеналом» (3:1). По сумме двух встреч «Барселона» прошла дальше, однако уже в двухраундовом четвертьфинальном противостоянии проиграла «Атлетико Мадрид» и выбыла из турнира. 14 мая Неймар второй раз подряд вместе с клубом стал чемпионом Испании. Это стало возможным после победы «каталонцев» над «Гранадой» в 38-м заключительном матче Примеры. 22 мая нападающий забил гол в финале Кубка Испании в ворота «Севильи», отличившись на 120-й минуте дополнительного времени. Всего за сезон бразилец сыграл в 49 встречах, забил 31 гол (24 в чемпионате Испании, 4 в Кубке Испании и 3 в Лиге чемпионов УЕФА) и отдал 20 голевых передач.

#### Последний сезон в Испании (2016—2017)
1 июля 2016 года Неймар продлил контракт с «Барселоной» сроком до 2021 года с заработной платой 32,5 млн евро в год.
В сезоне 2016/17 Неймар забил свой первый гол 13 сентября в матче 1-го тура Лиги чемпионов УЕФА против шотландского «Селтика», эффектно закрутив мяч со штрафного в самую «девятку». Также бразилец стал автором четырёх голевых передач в игре, а «сине-гранатовые» одержали свою самую крупную победу в рамках европейского турнира со счётом 7:0. Первый гол в чемпионате Испании забил 17 сентября в матче 4-го тура в ворота «Леганеса». 19 октября забил один из четырёх безответных мячей в матче Лиги чемпионов УЕФА с английским «Манчестер Сити», после чего не мог забить за клуб почти три месяца. 11 января 2017 года прервал свою безголевую серию, отличившись в матче 1/8 финала Кубка Испании против «Атлетика» из Бильбао. 19 января забил единственный гол «Барселоны» в ворота «Реал Сосьедада» в матче 1/4 финала Кубка Испании, заработав и реализовав пенальти. Этот мяч позволил «каталонцам» одержать минимальную победу в гостях и прервать свою десятилетнюю безвыигрышную серию на стадионе «Аноэта». 14 февраля в ответной встрече 1/8 финала Лиги чемпионов УЕФА против «Пари Сен-Жермен» бразилец провёл один из своих лучших матчей в сезоне. По итогам первой встречи «Барселона» уступила сопернику со счетом 4:0 и потому должна была отыграть преимущество парижского клуба на своём поле. На 88-й минуте матча «сине-гранатовые» по сумме двух встреч проигрывали со счётом 3:5, однако сумели вырвать победу, в том числе благодаря феноменальной игре Неймара, который в конце встречи забил со штрафного и с пенальти, а также стал автором голевой передачи. На пятой компенсированной минуте матча нападающий после розыгрыша стандарта забросил мяч в центр штрафной площади, куда выскочил Сержи Роберто и забил победный гол. «Барселона» стала первой командой в истории турнира, которой удалось отыграться со счёта 0:4 в первом матче. 2 апреля в матче 29-го тура национального первенства против «Гранады» забил свой сотый гол за «каталонцев», для этого ему понадобилось повести 177 игр. Неймар стал третьим бразильцем в истории клуба после Ривалдо и Эваристо, преодолевшим эту отметку. 8 апреля в матче 30-го тура чемпионата против «Малаги» заработал красную карточку и был удалён с поля на 65 минуте встречи. Позже Дисциплинарный комитет Испании дисквалифицировал нападающего ещё на три матча. 14 мая в матче с «Лас-Пальмасом» поучаствовал во всех четырёх мячах «сине-гранатовых», оформив хет-трик и отдав одну голевую передачу (1:4). 27 мая забил гол и отдал голевую передачу в финале Кубка Испании против «Алавеса». Неймар стал первым за 55 лет игроком, забившим в трёх финалах Кубка Испании подряд. В этом сезоне «каталонцы» дошли до четвертьфинала Лиги чемпионов УЕФА, где уступили со счётом 0:3 будущему финалисту турнира «Ювентусу». Чемпионат Испании «Барселона» завершила второй, уступив титул «Реалу». Всего в сезоне бразилец сыграл 45 матчей, забил 20 голов (13 в чемпионате Испании, 3 в Кубке Испании и 4 в Лиге чемпионов УЕФА) и стал автором 20 голевых передач. Всего же за «Барселону» Неймар сыграл 186 матчей, забил 105 мячей и отдал 59 голевых передач.

### «Пари Сен-Жермен»

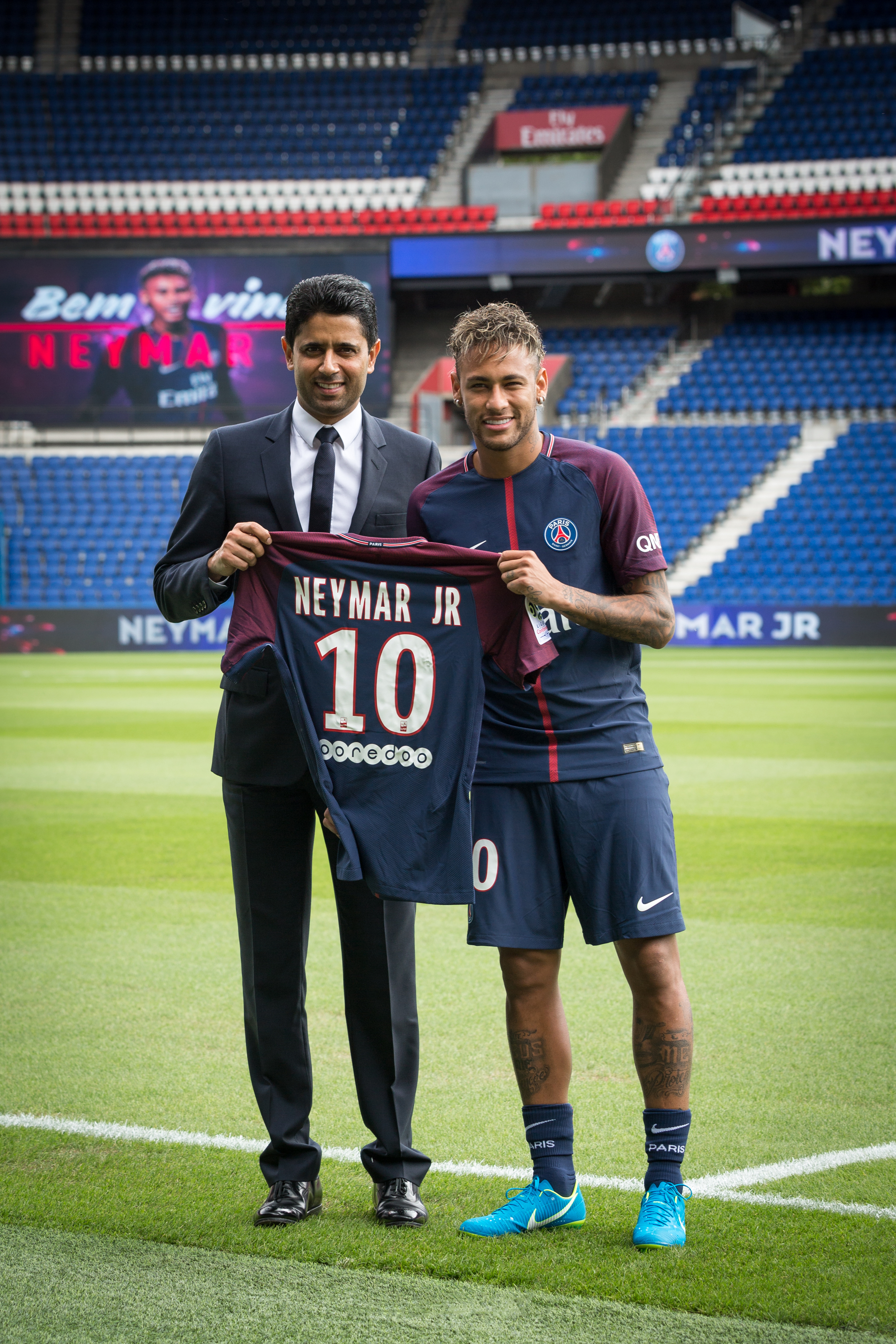
Презентация Неймара в «Пари Сен-Жермен», прошедшая 4 августа 2017 года в Париже

3 августа 2017 года было объявлено о переходе нападающего во французский «Пари Сен-Жермен». За несколько часов до перехода были опубликованы новости, что трансфер может сорваться из-за ограничений, связанных с финансовым фейр-плей, и о том, что Ла Лига заблокировала перевод средств из казны «парижан» «каталонцам», но в итоге благодаря юристам переход состоялся. Однако позже сообщили, что на самом деле бразильский футболист самостоятельно выкупил свой контракт у «Барселоны» за 222 миллиона евро. После официального объявления о переходе игрока, многие известные футбольные тренеры усомнились в финансовом фейр-плей, выразив предположение, что оно скорее носит рекомендательный характер, нежели запрещающий.
Дебют Неймара в «Пари Сен-Жермен» мог состояться уже на третий день после представления игрока в Париже, но к первому туру чемпионата французская лига не получила трансферный сертификат от испанской федерации, соответственно, заявить бразильца французский клуб не успел. 13 августа в матче с «Генгамом» Неймар дебютировал за новый клуб, отметившись сначала голевой передачей на Эдинсона Кавани, а затем отличившись первым забитым мячом за французский клуб. Через неделю, 20 августа, бразилец оформил первый дубль за парижан, дважды поразив ворота «Тулузы»; также в этой игре Неймар сделал две голевые передачи.
25 февраля в матче с марсельским «Олимпиком» Неймар получил травму. Ему поставили диагноз — растяжение правой лодыжки и трещина пятой плюсневой кости. 3 марта он был прооперирован в Бразилии. 12 августа 2018 года Неймар отметился забитым мячом в первом матче нового сезона 2018/19, чем помог своему клубу обыграть «Кан» со счётом 3:0. В конце января 2019 года бразилец получил травму, которая не позволила ему принять участие в матче 1/8 финала Лиги чемпионов против «Манчестер Юнайтед». После победы «Юнайтед» Неймар оскорбил арбитров матча в Instagram из-за назначенного пенальти в ворота французской команды на последних минутах игры. Впоследствии бразилец был дисквалифицирован на три матча из-за данного инцидента.

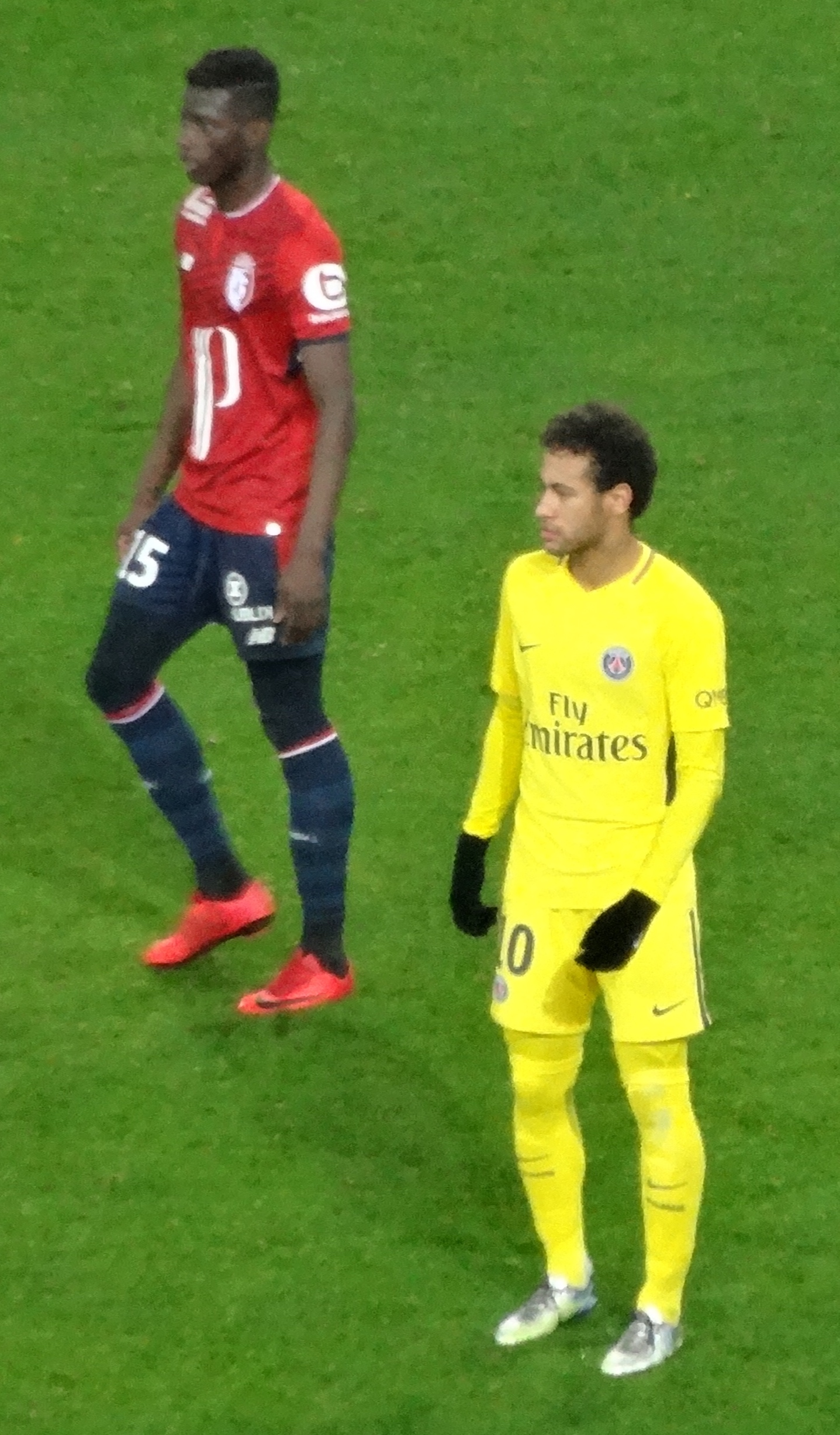
Неймар в составе «Пари Сен-Жермен», февраль 2018 года

27 апреля 2019 года в финале Кубка Франции 2018/19 против «Ренна» Неймар забил гол, однако «Пари Сен-Жермен» проиграл в этой игре. После окончания матча Неймар ударил одного из болельщиков. «Пари Сен-Жермен» заявил о полной поддержке Неймара в этом инциденте, так как болельщик провоцировал игроков парижского клуба, оскорбляя и снимая их на телефон. Впоследствии бразилец признал, что был неправ. Летом 2019 года в течение всего трансферного окна в прессе появлялись слухи о желании бразильца вернуться в «Барселону», однако в итоге он остался во Франции. 14 сентября Неймар провёл свой первый матч в сезоне 2019/20, в нём «Пари Сен-Жермен» одержал победу над «Страсбуром». На последних минутах матча бразилец забил единственный гол в этой игре ударом через себя и тем самым принёс своей команде победу. В течение этого сезона Неймар получил несколько травм. Из-за ранней остановки чемпионата в связи с пандемией COVID-19 Неймар в составе «Пари Сен-Жермен» выиграл свой третий чемпионский титул во Франции
8 мая 2021 года Неймар продлил контракт с парижанами до 2025 года. По условиям нового контракта, игрок будет получать около 30 миллионов евро в год без вычета налогов и без бонусов. В контракте отдельно прописаны дружелюбие к фанатам и воздержание от публичной критики клуба. В соответствии с ним Неймар должен приветствовать болельщиков до и после матча, а также «быть доступным» для болельщиков. Кроме того, игроку запрещается критиковать решения клуба, сотрудников, болельщиков и тактику команды. За выполнение этих условий спортсмен ежемесячно получает 541 680 евро. Forbes поместил футболиста на третью строчку рейтинга самых высокооплачиваемых игроков мира. Его доход 81 миллион евро в год.

### «Аль-Хиляль»

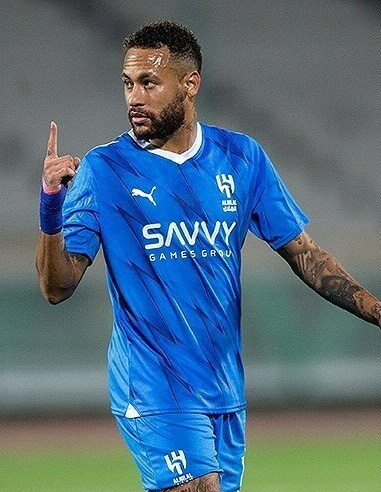
Неймар в составе «Аль-Хиляля» в октябре 2023 года

15 августа 2023 года Неймар перешёл в саудовский клуб «Аль-Хиляль», подписав контракт на два года. «Пари Сен-Жермен» получил за трансфер 90 миллионов евро без учёта бонусов. Неймару в Саудовской Аравии предоставили частный самолёт и огромный особняк с обслуживающим персоналом, также бразильцу было позволено жить со своей беременной девушкой гражданским браком, что запрещено законом страны. Зарплата за два года контракта составила от 300 до 400 млн евро, Неймар получал за каждую победу «Аль-Хиляля» 80 тысяч евро, а за каждый пост в социальных сетях, в котором он продвигает Саудовскую Аравию, — 500 тысяч евро.
15 сентября 2023 года дебютировал за «Аль-Хиляль» в победном матче против «Эр-Рияда» (6:1), выйдя на замену и сделав голевую передачу на Малкома. 3 октября забил первый мяч за новый клуб в матче Лиги чемпионов АФК против иранского клуба «Нассаджи Мазандаран». Сыграв всего 5 матчей за «Аль-Хиляль» 18 октябре 2023 года получил травму крестообразных связок и мениска в матче за сборную Бразилии против Уругвая. В январе 2024 года клуб исключил Неймара из заявки на сезон, чтобы на его легионерское место в заявке включить защитника Ренана Лоди. Вернулся на поле 21 октября 2024 года в гостевом матче Лиги чемпионов АФК против «Аль-Айна» из ОАЭ, пропустив более года.

### Возвращение в «Сантос»
30 января 2025 года Неймар на правах свободного агента вернулся в «Сантос», где начинал карьеру. В первом же матче за «Сантос», в игре чемпионата Паулиста против «Ботафого Рибейран-Прету», Неймар был признан лучшим игроком матча. Он отыграл 45 минут, отдал 24 точных паса и нанёс 5 ударов, однако результативными действиями не отметился. 17 февраля в игре против команды «Агуа Санта» реализовал пенальти на 14 минуте и отдал голевой пас на 70 минуте, чем помог обыграть соперника со счётом 3:1. 

## Карьера в сборной
В 2010 году Пеле потребовал вызвать в состав сборной Бразилии Неймара и его одноклубника Гансо, чтобы те приняли участие в чемпионате мира 2010 года. Неймар был кандидатом на поездку на чемпионат мира, но не попал даже в список запасных игроков сборной. Причиной невызова Неймара главный тренер сборной Бразилии Дунга назвал юный возраст футболиста. Чтобы уговорить взять футболиста в состав, один из телеканалов даже собрал 14 тысяч подписей, а затем с транспарантами приехал к дому Дунги, но тот лишь вызвал полицию.
10 августа 2010 года Неймар дебютировал в составе сборной Бразилии в матче со сборной США и в этой же игре забил первый мяч своей команды; встреча завершилась победой бразильцев 2:0. 27 марта 2011 года, благодаря двум голам Неймара, Бразилия одержала победу над Шотландией со счётом 2:0; в той же игре в футболиста бросили банан, что сам игрок воспринял как проявление расизма. Банан в футболиста бросил находящийся на трибуне немецкий турист.
В матче Кубка Америки 2011 со сборной Венесуэлы Неймар был признан лучшим игроком встречи, а также подвергся оскорблениям со стороны главного тренера венесуэльцев, Сесара Фариаса. 14 июля на том же турнире Неймар забил два гола в ворота сборной Эквадора, чем помог своей сборной выйти в четвертьфинал соревнования. На турнире Бразилия остановилась на стадии 1/4 финала, где проиграла в серии послематчевых пенальти Парагваю.

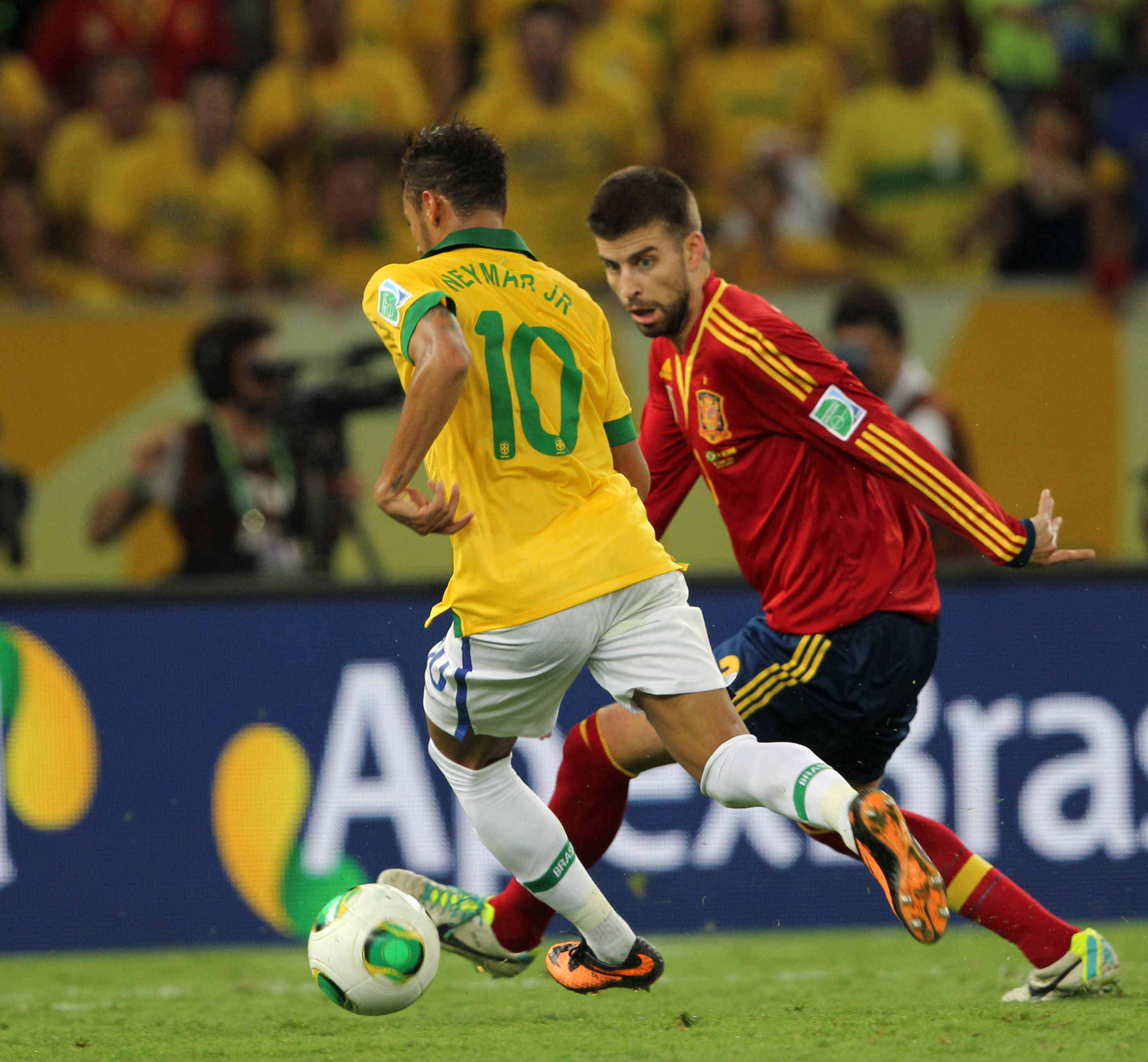
Неймар обходит Жерара Пике в финале Кубка конфедераций 2013

11 сентября 2012 года Неймар сделал хет-трик в матче со сборной Китая, а его команда одержала крупную победу со счётом 8:0. 14 ноября того же года Неймар забил гол в матче с Колумбией, но затем не реализовал пенальти; встреча завершилась вничью 1:1.
На Кубке конфедераций 2013 Неймар сумел забить в ворота всех соперников на групповом этапе и был признан ФИФА лучшим игроком этих матчей. В полуфинальном матче против Уругвая именно после удара Неймара Фред сумел добить мяч в ворота и открыть счёт, а в конце подачу Неймара с углового замкнул Паулиньо, бразильцам удалось выйти в финал турнира. Сумел Неймар отличиться и в финальном матче против сборной Испании, забив второй мяч. Бразильцы выиграли со счётом 3:0 и стали обладателями трофея.
5 марта 2014 года Неймар сделал свой второй хет-трик за сборную, в матче против сборной ЮАР в Йоханнесбурге (5:0). 
2 июня Неймар был включён в окончательную заявку сборной Бразилии на чемпионат мира по футболу 2014. За неделю до чемпионата Неймар забил гол и сделал результативную передачу в товарищеском матче против сборной Панамы (4:0). Неймар сыграл свой 50-й матч за сборную Бразилии в матче открытия чемпионата мира 2014 против Хорватии (3:1) в Сан-Паулу. В этом матче нападающий сравнял счёт ударом из-за пределов штрафной площади, а потом вывел Бразилию вперёд ударом с пенальти. В третьем раунде группового этапа против сборной Камеруна (4:1) Неймар снова отличился дублем, обеспечив тем самым выход в 1/8 финала турнира. Кроме того, после этих игр бразилец признавался лучшим игроком матча.
4 июля, на 88-й минуте матча против сборной Колумбии, защитник противника Хуан Суньига в результате жёсткого столкновения нанёс Неймару серьёзную травму — перелом третьего позвонка. Таким образом, игрок далее не смог выступать на чемпионате за свою сборную. После чемпионата мира новый главный тренер команды Бразилии Дунга назначил Неймара капитаном сборной Бразилии.
Неймар участвовал в Кубке Америки по футболу 2015 года, где отметился голом в ворота сборной Перу (2:1). В матче против Колумбии бразильцы потерпели поражение 0:1, а Неймар на последней минуте игры затеял драку с Карлосом Баккой, в итоге оба были удалены с поля. Дунга не выпускал его на поле до конца турнира, а Бразилия вылетела в 1/4 финала, проиграв по пенальти Парагваю.

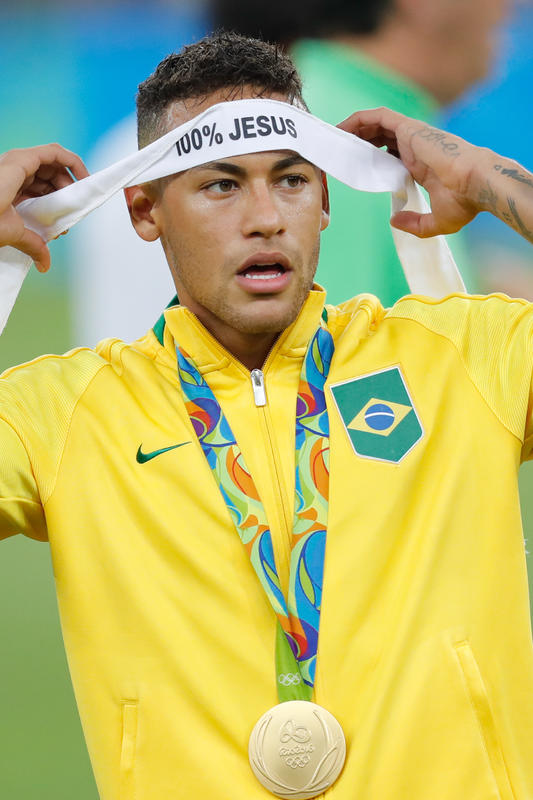
Выиграть золото Олимпийских игр Неймару удалось со второй попытки, причём он помог своей сборной стать чемпионом впервые в истории

В 2016 году Неймар был заявлен в состав сборной Бразилии для участия в олимпийском футбольном турнире в Рио-де-Жанейро. Неймар установил рекорд 17 августа 2016 года, забив самый быстрый гол в истории Олимпийских игр: в полуфинале против Гондураса он поразил ворота уже на 14-й секунде после грубейшей ошибки Джонни Паласиоса. В результате сборная Бразилии впервые в своей истории выиграла Олимпийский турнир, обыграв в финальном матче сборную Германии. Неймар в этом матче сначала открыл счёт после реализации штрафного удара, а затем в серии пенальти нанёс решающий удар. После триумфа в Рио бразильский футболист заявил, что это был один из самых счастливых дней в его жизни. После окончания турнира Неймар принял решение сложить с себя полномочия капитана сборной.
В мае 2018 года Неймар был включён в состав своей сборной на предстоящий чемпионат мира. В товарищеском матче против сборной Австрии в преддверии этого турнира Неймар забил свой 55-й гол в составе сборной и вышел на третье место в списке лучших бомбардиров команды в истории, разделив его с Ромарио. На самом чемпионате мира в матче против сборной Коста-Рики Неймар забил ещё один мяч и единолично занял третью позицию. 6 июля в матче 1/4 финала против Бельгии Бразилия потерпела поражение со счётом 1:2 и завершила своё выступление на турнире.

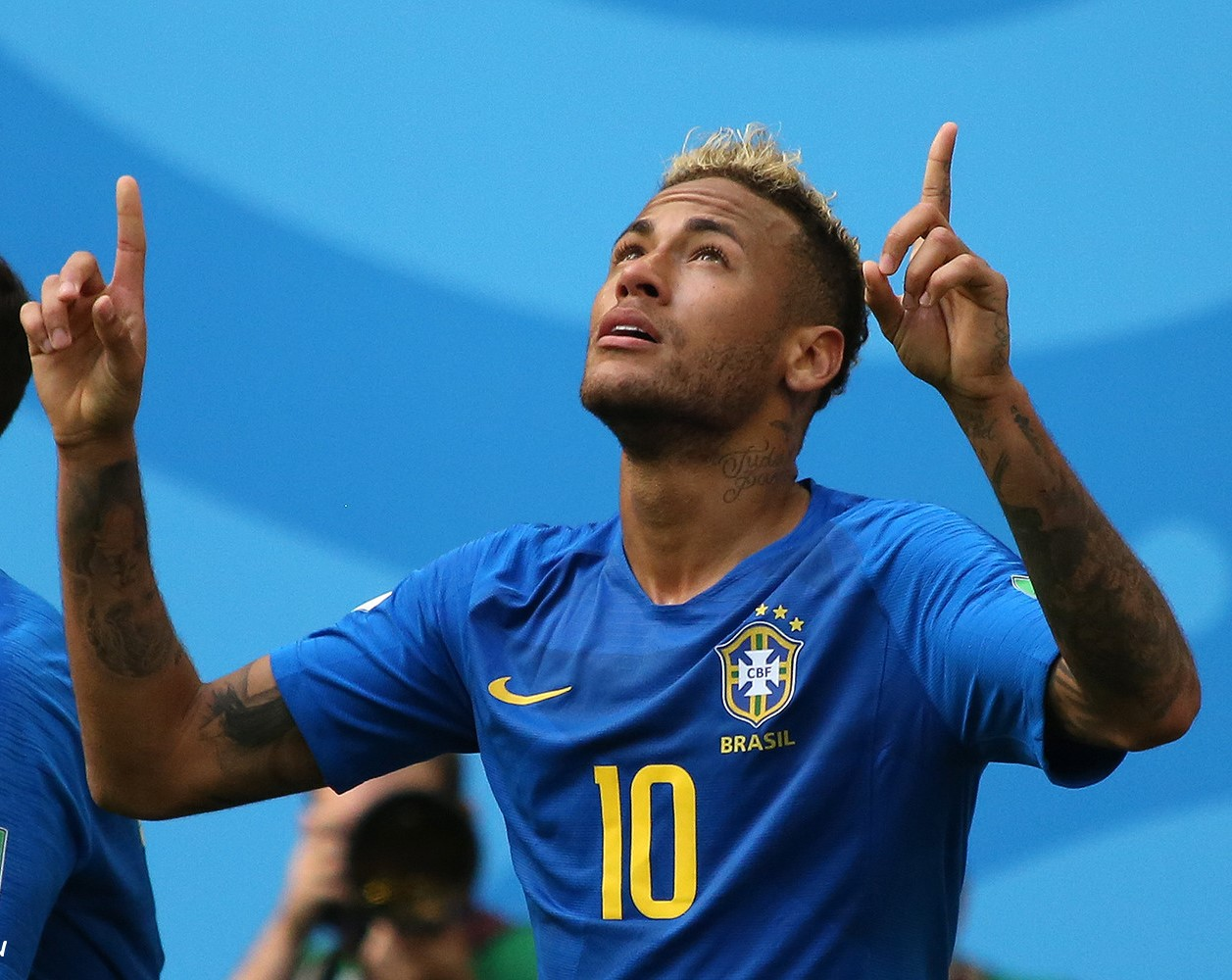
Неймар празднует забитый гол в матче против Коста-Рики на ЧМ-2018

В мае следующего года главный тренер сборной Бразилии Тите аналогично включил Неймара в состав сборной на Кубок Америки 2019. В начале июня в товарищеском матче против сборной Катара бразилец получил травму, из-за которой на турнире принять участия не смог. 10 октября 2019 года Неймар провёл 100-й матч в составе сборной Бразилии, это произошло в товарищеском матче против Сенегала

## Характеристика игрока

### Стиль игры и оценки

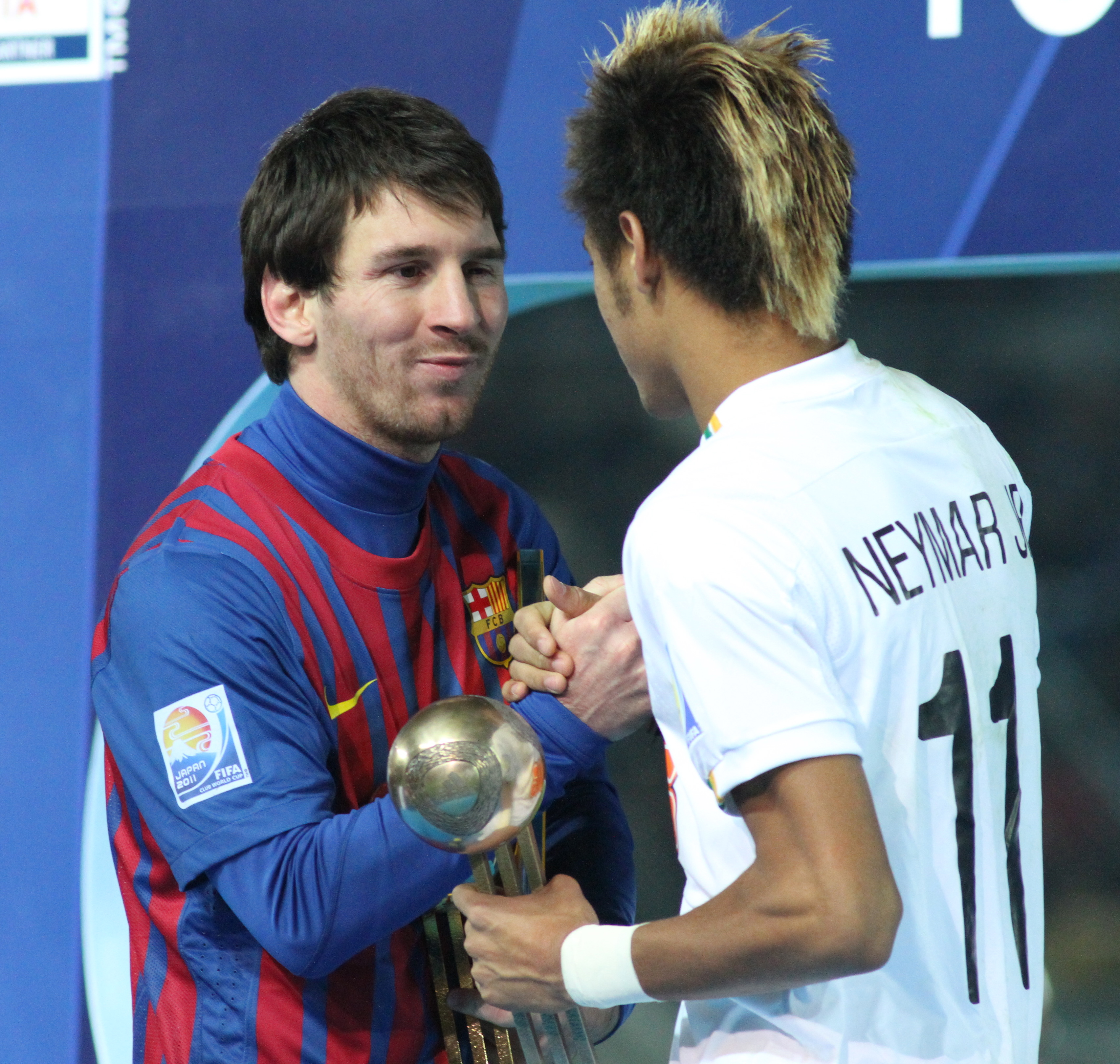
Неймар (справа) приветствует будущего товарища по команде Лионеля Месси после финала Клубного чемпионата мира 2011 года. В подростковом возрасте бразилец был вдохновлён игрой аргентинца

Обычно выступает на позициях центрального или оттянутого нападающего, вингера или атакующего полузащитника. За стиль игры и технику его называли «настоящим феноменом». Неймар сам забивает много голов, а также отдаёт голевые передачи партнёрам. Часто играет на позиции левого форварда в схеме «4-3-3», смещаясь к центру, обладает высокой скоростью, дриблингом, активно использует финты. Неймара часто критикуют за симуляции.
По словам Вествуда из Goal, «Неймар — мастер дриблинга, он видит открытые моменты, которые не видят другие игроки. Он может создавать моменты из ничего и чаще всего обладает завершающим штрихом или решающим последним пасом, чтобы соответствовать своей изобретательности на мяче». Его часто сравнивают с его великим соотечественником — Роналдиньо. Его главные черты — видение, пас, завершение игры, дриблинг, финты и первое касание, которые описываются как «электрические» и «взрывные». Он известен тем, что использует «радугу». Плодовитый бомбардир, Неймар владеет двумя ногами и может забивать со штрафных и пенальти. Бразилец заявлял: «Я всегда стараюсь совершенствовать всё — дриблинг, удары, удары головой и контроль. Ты всегда можешь совершенствоваться». Его вдохновляли Роналдиньо, Лионель Месси, Криштиану Роналду, Андрес Иньеста, Хави и Уэйн Руни. Неймар называет Кайла Уокера самым сложным соперником в своей карьере.

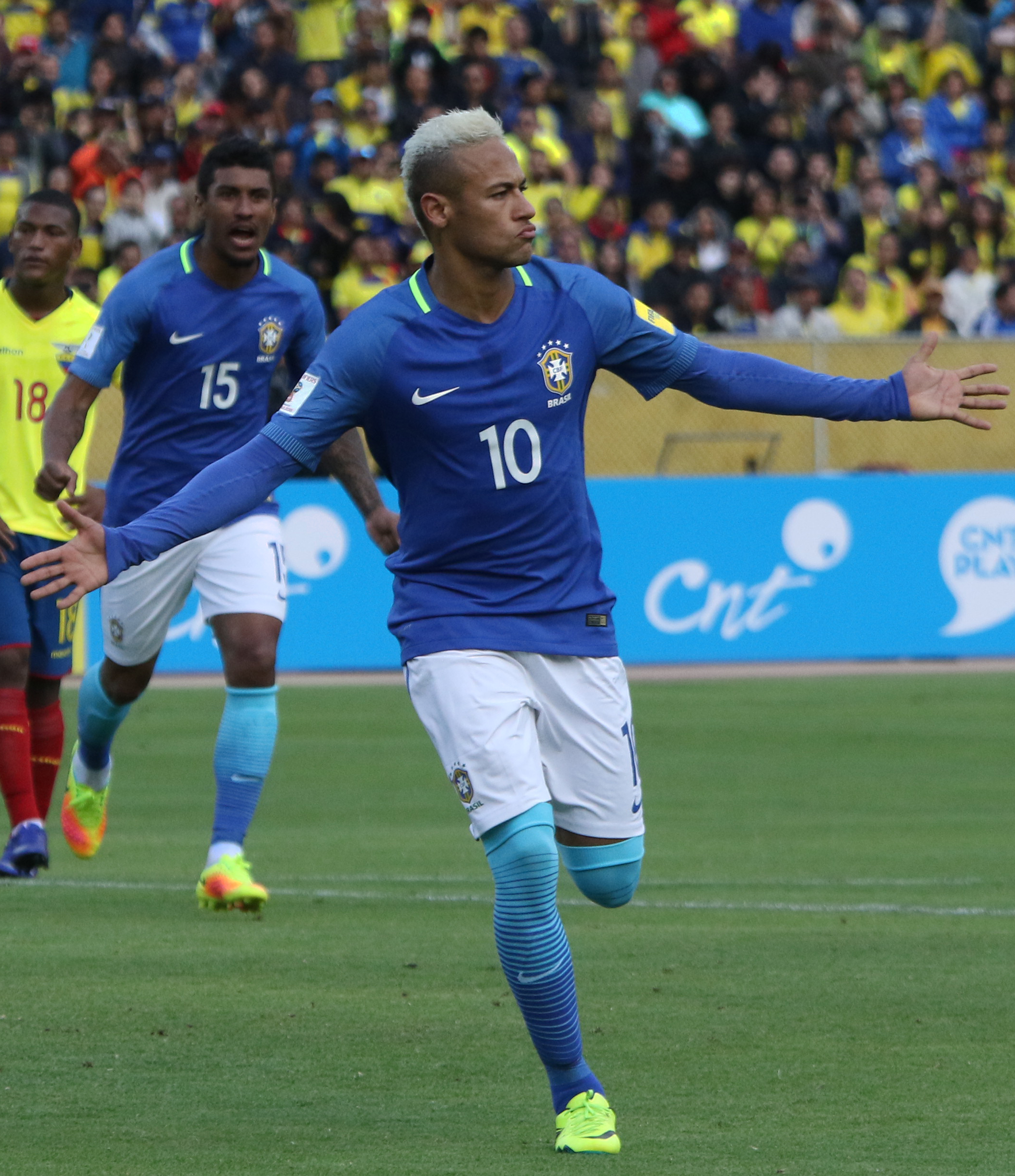
Технику Неймара сравнивают с игрой Пеле и Роналдиньо

Считавшийся в юности очень перспективным игроком, Роналдиньо также предсказывал Неймару, что тот станет лучшим игроком мира, заявив в 2013 году: «Неймар ещё молод, и я не могу объяснить, каким особенным он станет. В ближайшие два-три сезона он станет лучшим игроком». Роналдо считал, что Неймар может стать лучшим в мире, прокомментировав это так: «Логично, что Месси сейчас лучше, но Неймар — великий талант, который покажет всему миру, что он будет номером один». Бывший спортивный директор мадридского «Реала» Хорхе Вальдано также высоко оценил Неймара, заявив: «Мне очень нравится Неймар. Многие его индивидуальные действия приводят к голу, и часто кажется, что это происходит только с ним на поле». После перехода в «Барселону», Неймар зарекомендовал себя как один из лучших футболистов мира, считаясь третьим лучшим игроком своего поколения после Месси и Роналду. Неймар также считается лучшим бразильским игроком своего поколения.
«И вот цирк Неймара прибыл в Дортмунд. Настроения бразильца, его гистрионность, мелочность и голевое мастерство были представлены во всех увлекательных и изнурительных деталях»
Легенда бразильского футбола Пеле говорил: «Это игрок с телом, которое не может выдержать много ударов. Много раз он падал, потому что больше ничего не мог сделать, но он перестарался». Он продолжил: «Даже когда на нём фолят, он не может делать из этого зрелище». Во время чемпионата мира 2018 года Неймар вдохновил социальные сети на «вызов Неймара», из симуляций бразильца. Как звёздный игрок Бразилии и ПСЖ, часто становится самым атакующим игроком на поле; в 2018 году он был самым фолящим игроком в пяти ведущих лигах. Эрик Кантона заявлял, что Неймар — «великий актёр», и сравнил его с чемоданом на колёсиках: «Вы едва касаетесь его, а он часами крутится туда-сюда». В ответ на критику по поводу его мелочности и гистрионности Неймар снялся в рекламном ролике после чемпионата мира 2018 года, где объяснил «страданиями на поле» своё неспортивное поведение, при этом он заявил, что «посмотрел на себя в зеркало и стал новым человеком».

### Ожидания

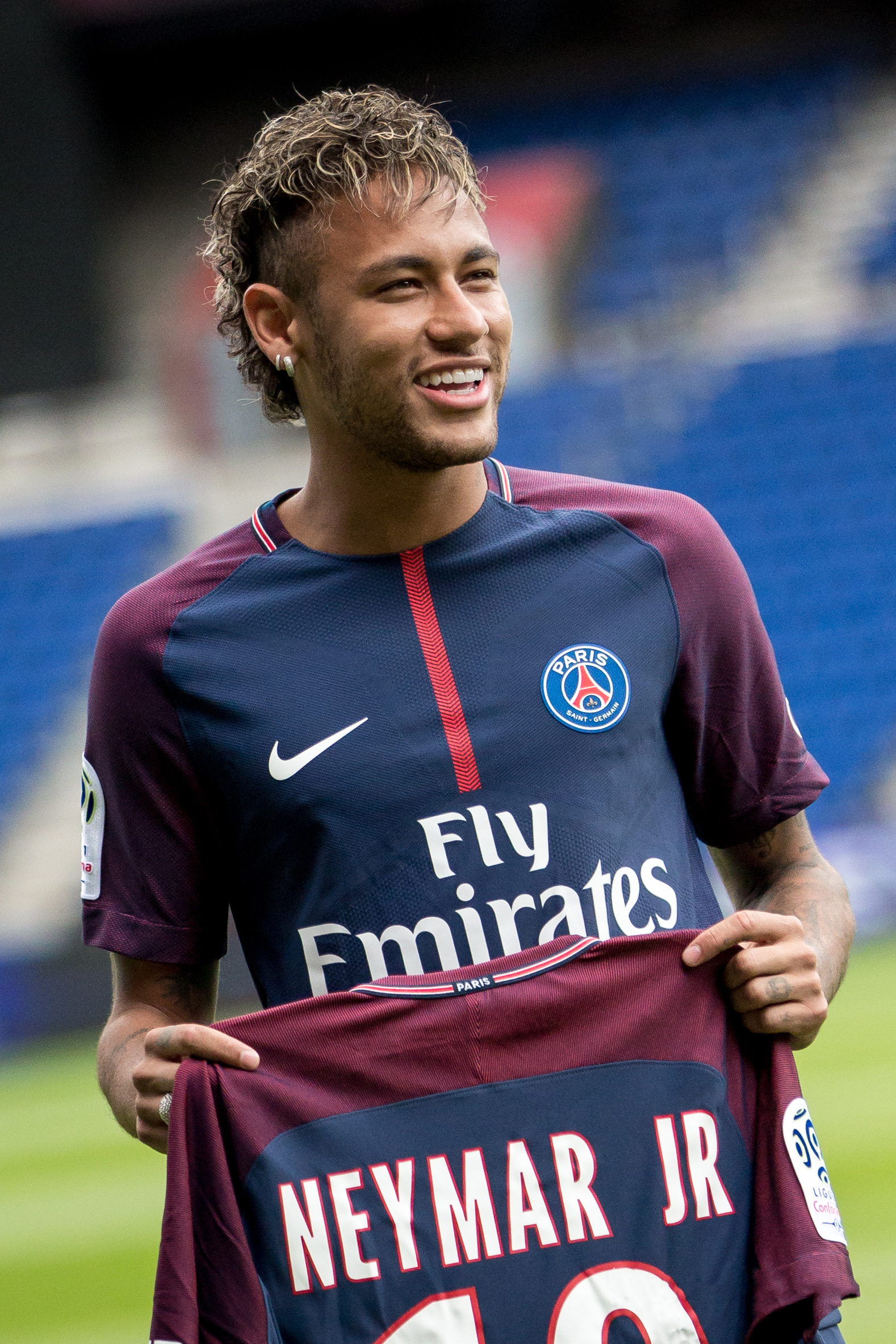
Неймар на презентации ПСЖ в 2017 году. Травмы и разногласия испортили его карьеру в столице Франции

Несмотря на то, что Неймар является лучшим бомбардиром в истории сборной Бразилии, СМИ критикуют его за то, что он не оправдал надежд, возложенных на него в начале карьеры: выиграть «Золотой мяч» и привести Бразилию к победе на чемпионате мира. По мнению Sports Illustrated, Неймар может завершить карьеру как лучший игрок, никогда не выигрывавший «Золотой мяч» и мундиаль. В голосованиях за «Золотой мяч» 2015 и 2017 года Неймар занимал третье место, оба раза уступая Лионелю Месси и Криштиану Роналду.
В ПСЖ от Неймара также ожидали, что он приведёт их к первому в истории титулу чемпионов Европы; в финале 2020 года команда бразильца уступила мюнхенской «Баварии» со счётом 0:1. Травмы мешали его игровому времени и взрывной активности. Травмы привели к тому, что он не смог добиться большего в свои лучшие годы: в общей сложности он пропустил 119 матчей и сыграл только 31 матч во всех соревнованиях в сезоне 2020/21. В 2023 году испанское издание Marca написало, что «звезда Неймара тускнеет из-за бесконечной череды травм».
Неймар также подвергался критике за отсутствие профессиональной дисциплины, желание веселиться и играть в покер допоздна. В 2018 году Пеле раскритиковал игрока: «Трудно защищать Неймара за все то, что он делает помимо игры в футбол. Я дважды был с ним в Европе. Мы разговаривали, и я объяснил: „Бог футбола дал тебе этот дар. То, что ты делаешь, усложняет его“». В феврале 2023 года, на следующий день после того, как «ПСЖ» проиграл «Баварии» в первом матче 1/8 финала Лиги чемпионов, в социальных сетях появились снимки Неймара в ресторане быстрого питания. Неймар защищал себя, говоря: «Это моя жизнь, я делаю то, что хочу».
В 2023 году, после его отъезда из Европы в Саудовскую Аравию в юном возрасте (31 год), различные СМИ окрестили Неймара «принцем, который так и не стал королём». Вествуд из Goal назвал переход Неймара в «Пари Сен-Жермен» причиной того, что его не считают «настоящей легендой игры». Журналист RMC Sport Даниэль Риоло сказал: «Понимаем ли мы, что Неймар, с точки зрения трансфера и зарплаты, — самый большой провал в истории футбола? Я не могу придумать большего провала за ту сумму, которую он стоит, это ужасно». Напротив, Михаэль Кокс из The Athletic утверждает, что Неймар заслуживает того, чтобы считаться одним из великих футболистов всех времён в свете того, что он стал лучшим бомбардиром сборной Бразилии за всю историю, обогнав таких великих игроков, как Пеле, Роналдо, Ромарио, Ривалдо и Роналдиньо. Тренер сборной Бразилии Фернандо Динис также заявил, что Неймар — один из величайших игроков в истории. Лоуренс Остлер из The Independent выразил мнение, что Лионель Месси — единственный игрок, превосходящий Неймара «во всех аспектах игры».

## Личная жизнь
В 19-летнем возрасте Неймар стал отцом: его подруга Каролина Дантос, которой на момент родов было 17 лет, родила ему сына Давида Лукку. В дальнейшем он встречался с актрисой Бруной Маркезини (с 2012 по 2014 год), моделью Габриэллой Ленци (с 2014 по 2016 год) и моделью Сорае Вучелич. Неймар сотрудничал с множеством брендов: Nike, Sony, Red Bull, AmBev, Santander, Unilever, Volkswagen.
В 2013 году Неймар снялся в эпизодической роли в качестве приглашённой звезды бразильского сериала «Любовь к жизни» (6 серия). В сентябре 2016 года Неймар записал свою первую песню и выложил в социальные сети. В 2017 году на экраны вышел фильм Три икса: Мировое господство с участием Неймара (камео).
В августе 2011 года футбольный судья Сандро Мейра Риччи подал в суд на футболиста на сумму в 12 тыс. долларов за то, что на страничке Неймара в твиттере появилась надпись о том, что арбитр является вором из-за назначенного пенальти в ворота «Сантоса» в матче против «Витории». Сам форвард сказал, что надпись сделал не он, а некто незаконно получивший доступ к его аккаунту.
В 2019 году Неймара обвинила в изнасиловании модель Нажила Триндади. Футболист говорил, что стал жертвой шантажа. В результате суд отклонил иск за недостаточностью улик. Nike в августе 2020 года досрочно расторгла контракт с Неймаром из-за обвинений сотрудницы компании в домогательстве. Как сообщает The Wall Street Journal, в 2016 году женщина сообщила о том, что якобы футболист принуждал её к интимным отношениям — инцидент произошёл во время работы над рекламной акцией с участием звезды.
25 января 2022 года на стриминговом сервисе Netflix вышел биографический мини-сериал о карьере футболиста.

## Статистика выступлений

### Клубная статистика
| Клуб              | Сезон             | Лига | Лига | Кубок | Кубок | Чемпионат штата | Чемпионат штата | Международные | Международные | Прочие | Прочие | Всего | Всего |
| Клуб              | Сезон             | Игры | Голы | Игры  | Голы  | Игры            | Голы            | Игры          | Голы          | Игры   | Голы   | Игры  | Голы  |
| ----------------- | ----------------- | ---- | ---- | ----- | ----- | --------------- | --------------- | ------------- | ------------- | ------ | ------ | ----- | ----- |
| Сантос            | 2009              | 33   | 10   | 3     | 1     | 12              | 3               | —             | —             | —      | —      | 48    | 14    |
| Сантос            | 2010              | 31   | 17   | 8     | 11    | 19              | 14              | 2             | 0             | —      | —      | 60    | 42    |
| Сантос            | 2011              | 21   | 13   | 0     | 0     | 11              | 4               | 13            | 6             | 2      | 1      | 47    | 24    |
| Сантос            | 2012              | 17   | 14   | 0     | 0     | 16              | 20              | 12            | 8             | 2      | 1      | 47    | 43    |
| Сантос            | 2013              | 1    | 0    | 4     | 1     | 18              | 12              | —             | —             | —      | —      | 23    | 13    |
| Сантос            | Итого             | 103  | 54   | 15    | 13    | 76              | 53              | 27            | 14            | 4      | 2      | 225   | 136   |
| Барселона         | 2013/14           | 26   | 9    | 3     | 1     | —               | —               | 10            | 4             | 2      | 1      | 41    | 15    |
| Барселона         | 2014/15           | 33   | 22   | 6     | 7     | —               | —               | 12            | 10            | —      | —      | 51    | 39    |
| Барселона         | 2015/16           | 34   | 24   | 5     | 4     | —               | —               | 9             | 3             | 1      | 0      | 49    | 31    |
| Барселона         | 2016/17           | 30   | 13   | 6     | 3     | —               | —               | 9             | 4             | 0      | 0      | 45    | 20    |
| Барселона         | Итого             | 123  | 68   | 20    | 15    | 0               | 0               | 40            | 21            | 3      | 1      | 186   | 105   |
| Пари Сен-Жермен   | 2017/18           | 20   | 19   | 1     | 2     | —               | —               | 7             | 6             | 2      | 1      | 30    | 28    |
| Пари Сен-Жермен   | 2018/19           | 17   | 15   | 3     | 2     | —               | —               | 6             | 5             | 2      | 1      | 28    | 23    |
| Пари Сен-Жермен   | 2019/20           | 15   | 13   | 2     | 2     | —               | —               | 7             | 3             | 3      | 1      | 27    | 19    |
| Пари Сен-Жермен   | 2020/21           | 18   | 9    | 3     | 1     | —               | —               | 9             | 6             | 1      | 1      | 31    | 17    |
| Пари Сен-Жермен   | 2021/22           | 22   | 13   | 0     | 0     | —               | —               | 6             | 0             | 0      | 0      | 28    | 13    |
| Пари Сен-Жермен   | 2022/23           | 20   | 13   | 2     | 1     | —               | —               | 6             | 2             | 1      | 2      | 29    | 18    |
| Пари Сен-Жермен   | Итого             | 112  | 82   | 11    | 8     | 0               | 0               | 41            | 22            | 9      | 6      | 173   | 118   |
| Аль-Хиляль        | 2023/24           | 3    | 0    | 0     | 0     | —               | —               | 2             | 1             | —      | —      | 5     | 1     |
| Аль-Хиляль        | 2024/25           | 0    | 0    | 0     | 0     | —               | —               | 2             | 0             | 0      | 0      | 2     | 0     |
| Аль-Хиляль        | Итого             | 3    | 0    | 0     | 0     | 0               | 0               | 4             | 1             | 0      | 0      | 7     | 1     |
| Сантос            | 2025              | 2    | 0    | 0     | 0     | 7               | 3               | —             | —             | —      | —      | 9     | 3     |
| Сантос            | Итого             | 2    | 0    | 0     | 0     | 7               | 3               | 0             | 0             | 0      | 0      | 9     | 3     |
| Всего за «Сантос» | Всего за «Сантос» | 105  | 54   | 15    | 13    | 83              | 56              | 27            | 14            | 4      | 2      | 234   | 139   |
| Всего за карьеру  | Всего за карьеру  | 343  | 204  | 46    | 36    | 83              | 56              | 112           | 58            | 16     | 9      | 600   | 363   |

### Выступления за сборную
| Сборная          | Год              | Отборочные матчи ЧМ | Отборочные матчи ЧМ | Финальные матчи ЧМ | Финальные матчи ЧМ | Кубок Америки | Кубок Америки | Кубок конфедераций | Кубок конфедераций | Товарищеские матчи | Товарищеские матчи | Итого | Итого |
| Сборная          | Год              | Игры                | Голы                | Игры               | Голы               | Игры          | Голы          | Игры               | Голы               | Игры               | Голы               | Игры  | Голы  |
| ---------------- | ---------------- | ------------------- | ------------------- | ------------------ | ------------------ | ------------- | ------------- | ------------------ | ------------------ | ------------------ | ------------------ | ----- | ----- |
| Бразилия         | 2010             | —                   | —                   | —                  | —                  | —             | —             | —                  | —                  | 2                  | 1                  | 2     | 1     |
| Бразилия         | 2011             | —                   | —                   | —                  | —                  | 4             | 2             | —                  | —                  | 9                  | 5                  | 13    | 7     |
| Бразилия         | 2012             | —                   | —                   | —                  | —                  | —             | —             | —                  | —                  | 12                 | 9                  | 12    | 9     |
| Бразилия         | 2013             | —                   | —                   | —                  | —                  | —             | —             | 5                  | 4                  | 14                 | 6                  | 19    | 10    |
| Бразилия         | 2014             | —                   | —                   | 5                  | 4                  | —             | —             | —                  | —                  | 9                  | 11                 | 14    | 15    |
| Бразилия         | 2015             | 2                   | 0                   | —                  | —                  | 2             | 1             | —                  | —                  | 5                  | 3                  | 9     | 4     |
| Бразилия         | 2016             | 6                   | 4                   | —                  | —                  | —             | —             | —                  | —                  | —                  | —                  | 6     | 4     |
| Бразилия         | 2017             | 6                   | 2                   | —                  | —                  | —             | —             | —                  | —                  | 2                  | 1                  | 8     | 3     |
| Бразилия         | 2018             | —                   | —                   | 5                  | 2                  | —             | —             | —                  | —                  | 8                  | 5                  | 13    | 7     |
| Бразилия         | 2019             | —                   | —                   | —                  | —                  | —             | —             | —                  | —                  | 5                  | 1                  | 5     | 1     |
| Бразилия         | 2020             | 2                   | 3                   | —                  | —                  | —             | —             | —                  | —                  | —                  | —                  | 2     | 3     |
| Бразилия         | 2021             | 7                   | 4                   | —                  | —                  | 6             | 2             | —                  | —                  | —                  | —                  | 13    | 6     |
| Бразилия         | 2022             | 1                   | 1                   | 3                  | 2                  | —             | —             | —                  | —                  | 4                  | 4                  | 8     | 7     |
| Бразилия         | 2023             | 4                   | 2                   | —                  | —                  | —             | —             | —                  | —                  | —                  | —                  | 4     | 2     |
| Всего за карьеру | Всего за карьеру | 28                  | 16                  | 13                 | 8                  | 12            | 5             | 5                  | 4                  | 70                 | 46                 | 128   | 79    |

### Список матчей за сборную

#### Олимпийская сборная
| Матчи, голы, голевые передачи Неймара за сборную Бразилии (до 23 лет) | Матчи, голы, голевые передачи Неймара за сборную Бразилии (до 23 лет) | Матчи, голы, голевые передачи Неймара за сборную Бразилии (до 23 лет) | Матчи, голы, голевые передачи Неймара за сборную Бразилии (до 23 лет) | Матчи, голы, голевые передачи Неймара за сборную Бразилии (до 23 лет) | Матчи, голы, голевые передачи Неймара за сборную Бразилии (до 23 лет) | Матчи, голы, голевые передачи Неймара за сборную Бразилии (до 23 лет) | Матчи, голы, голевые передачи Неймара за сборную Бразилии (до 23 лет) |
| №                                                                     | Место проведения                                                      | Дата                                                                  | Оппонент                                                              | Счёт                                                                  | Голы                                                                  | Передачи                                                              | Соревнование                                                          |
| --------------------------------------------------------------------- | --------------------------------------------------------------------- | --------------------------------------------------------------------- | --------------------------------------------------------------------- | --------------------------------------------------------------------- | --------------------------------------------------------------------- | --------------------------------------------------------------------- | --------------------------------------------------------------------- |
| 1                                                                     | «Риверсайд», Мидлсбро, Англия                                         | 20 июля 2012                                                          | Великобритания                                                        | 2:0                                                                   | 1                                                                     | 1                                                                     | Товарищеский матч                                                     |
| 2                                                                     | «Миллениум», Кардифф, Англия                                          | 26 июля 2012                                                          | Египет                                                                | 3:2                                                                   | 1                                                                     | —                                                                     | Олимпийские игры 2012                                                 |
| 3                                                                     | «Олд Траффорд», Манчестер, Англия                                     | 29 июля 2012                                                          | Беларусь                                                              | 3:1                                                                   | 1                                                                     | 2                                                                     | Олимпийские игры 2012                                                 |
| 4                                                                     | «Сент-Джеймс Парк», Ньюкасл-апон-Тайн, Англия                         | 1 августа 2012                                                        | Новая Зеландия                                                        | 3:0                                                                   | —                                                                     | —                                                                     | Олимпийские игры 2012                                                 |
| 5                                                                     | «Сент-Джеймс Парк», Ньюкасл-апон-Тайн, Англия                         | 4 августа 2012                                                        | Гондурас                                                              | 3:2                                                                   | 1                                                                     | 1                                                                     | Олимпийские игры 2012                                                 |
| 6                                                                     | «Олд Траффорд», Манчестер, Англия                                     | 8 августа 2012                                                        | Республика Корея                                                      | 3:0                                                                   | —                                                                     | 1                                                                     | Олимпийские игры 2012                                                 |
| 7                                                                     | «Уэмбли», Лондон, Англия                                              | 11 августа 2012                                                       | Мексика                                                               | 1:2                                                                   | —                                                                     | —                                                                     | Олимпийские игры 2012                                                 |

Итого: 7 матчей / 4 гола / 5 голевых передач; 6 побед, 0 ничьих, 1 поражение.

#### Основная сборная
| Матчи, голы и голевые передачи Неймара за сборную Бразилии | Матчи, голы и голевые передачи Неймара за сборную Бразилии | Матчи, голы и голевые передачи Неймара за сборную Бразилии | Матчи, голы и голевые передачи Неймара за сборную Бразилии | Матчи, голы и голевые передачи Неймара за сборную Бразилии | Матчи, голы и голевые передачи Неймара за сборную Бразилии | Матчи, голы и голевые передачи Неймара за сборную Бразилии |
| №                                                          | Дата                                                       | Оппонент                                                   | Счёт                                                       | Голы                                                       | Передачи                                                   | Соревнование                                               |
| ---------------------------------------------------------- | ---------------------------------------------------------- | ---------------------------------------------------------- | ---------------------------------------------------------- | ---------------------------------------------------------- | ---------------------------------------------------------- | ---------------------------------------------------------- |
| 1                                                          | 10 августа 2010                                            | США                                                        | 2:0                                                        | 1                                                          | —                                                          | Товарищеский матч                                          |
| 2                                                          | 17 ноября 2010                                             | Аргентина                                                  | 0:1                                                        | —                                                          | —                                                          | Товарищеский матч                                          |
| 3                                                          | 27 марта 2011                                              | Шотландия                                                  | 2:0                                                        | 2                                                          | —                                                          | Товарищеский матч                                          |
| 4                                                          | 4 июня 2011                                                | Нидерланды                                                 | 0:0                                                        | —                                                          | —                                                          | Товарищеский матч                                          |
| 5                                                          | 8 июня 2011                                                | Румыния                                                    | 1:0                                                        | —                                                          | 1                                                          | Товарищеский матч                                          |
| 6                                                          | 3 июля 2011                                                | Венесуэла                                                  | 0:0                                                        | —                                                          | —                                                          | Кубок Америки 2011. Групповой этап                         |
| 7                                                          | 9 июля 2011                                                | Парагвай                                                   | 2:2                                                        | —                                                          | —                                                          | Кубок Америки 2011. Групповой этап                         |
| 8                                                          | 13 июля 2011                                               | Эквадор                                                    | 4:2                                                        | 2                                                          | —                                                          | Кубок Америки 2011. Групповой этап                         |
| 9                                                          | 17 июля 2011                                               | Парагвай                                                   | 0:0 (п. 0:2)                                               | —                                                          | —                                                          | Кубок Америки 2011. 1/4 финала                             |
| 10                                                         | 10 августа 2011                                            | Германия                                                   | 2:3                                                        | 1                                                          | —                                                          | Товарищеский матч                                          |
| 11                                                         | 5 сентября 2011                                            | Гана                                                       | 1:0                                                        | —                                                          | —                                                          | Товарищеский матч                                          |
| 12                                                         | 15 сентября 2011                                           | Аргентина                                                  | 0:0                                                        | —                                                          | —                                                          | Товарищеский матч                                          |
| 13                                                         | 29 сентября 2011                                           | Аргентина                                                  | 2:0                                                        | 1                                                          | —                                                          | Товарищеский матч                                          |
| 14                                                         | 8 октября 2011                                             | Коста-Рика                                                 | 1:0                                                        | 1                                                          | —                                                          | Товарищеский матч                                          |
| 15                                                         | 12 октября 2011                                            | Мексика                                                    | 2:1                                                        | —                                                          | 1                                                          | Товарищеский матч                                          |
| 16                                                         | 28 февраля 2012                                            | Босния и Герцеговина                                       | 2:1                                                        | —                                                          | —                                                          | Товарищеский матч                                          |
| 17                                                         | 31 мая 2012                                                | США                                                        | 4:1                                                        | 1                                                          | 2                                                          | Товарищеский матч                                          |
| 18                                                         | 3 июня 2012                                                | Мексика                                                    | 0:2                                                        | —                                                          | —                                                          | Товарищеский матч                                          |
| 19                                                         | 9 июня 2012                                                | Аргентина                                                  | 3:4                                                        | —                                                          | 2                                                          | Товарищеский матч                                          |
| 20                                                         | 15 августа 2012                                            | Швеция                                                     | 3:0                                                        | —                                                          | 1                                                          | Товарищеский матч                                          |
| 21                                                         | 7 сентября 2012                                            | ЮАР                                                        | 1:0                                                        | —                                                          | —                                                          | Товарищеский матч                                          |
| 22                                                         | 11 сентября 2012                                           | Китай                                                      | 8:0                                                        | 3                                                          | —                                                          | Товарищеский матч                                          |
| 23                                                         | 20 сентября 2012                                           | Аргентина                                                  | 2:1                                                        | 1                                                          | 1                                                          | Товарищеский матч                                          |
| 24                                                         | 11 октября 2012                                            | Ирак                                                       | 6:0                                                        | 1                                                          | 2                                                          | Товарищеский матч                                          |
| 25                                                         | 16 октября 2012                                            | Япония                                                     | 4:0                                                        | 2                                                          | —                                                          | Товарищеский матч                                          |
| 26                                                         | 15 ноября 2012                                             | Колумбия                                                   | 1:1                                                        | 1                                                          | —                                                          | Товарищеский матч                                          |
| 27                                                         | 22 ноября 2012                                             | Аргентина                                                  | 1:2                                                        | —                                                          | —                                                          | Товарищеский матч                                          |
| 28                                                         | 6 февраля 2013                                             | Англия                                                     | 1:2                                                        | —                                                          | —                                                          | Товарищеский матч                                          |
| 29                                                         | 21 марта 2013                                              | Италия                                                     | 2:2                                                        | —                                                          | 1                                                          | Товарищеский матч                                          |
| 30                                                         | 25 марта 2013                                              | Россия                                                     | 1:1                                                        | —                                                          | —                                                          | Товарищеский матч                                          |
| 31                                                         | 6 апреля 2013                                              | Боливия                                                    | 4:0                                                        | 2                                                          | —                                                          | Товарищеский матч                                          |
| 32                                                         | 25 апреля 2013                                             | Чили                                                       | 2:2                                                        | 1                                                          | 1                                                          | Товарищеский матч                                          |
| 33                                                         | 2 июня 2013                                                | Англия                                                     | 2:2                                                        | —                                                          | —                                                          | Товарищеский матч                                          |
| 34                                                         | 9 июня 2013                                                | Франция                                                    | 3:0                                                        | —                                                          | 1                                                          | Товарищеский матч                                          |
| 35                                                         | 15 июня 2013                                               | Япония                                                     | 3:0                                                        | 1                                                          | —                                                          | Кубок конфедераций 2013. Групповой этап                    |
| 36                                                         | 19 июня 2013                                               | Мексика                                                    | 2:0                                                        | 1                                                          | 1                                                          | Кубок конфедераций 2013. Групповой этап                    |
| 37                                                         | 22 июня 2013                                               | Италия                                                     | 4:2                                                        | 1                                                          | —                                                          | Кубок конфедераций 2013. Групповой этап                    |
| 38                                                         | 26 июня 2013                                               | Уругвай                                                    | 2:1                                                        | —                                                          | 1                                                          | Кубок конфедераций 2013. 1/2 финала                        |
| 39                                                         | 1 июля 2013                                                | Испания                                                    | 3:0                                                        | 1                                                          | —                                                          | Кубок конфедераций 2013. Финал                             |
| 40                                                         | 14 августа 2013                                            | Швейцария                                                  | 0:1                                                        | —                                                          | —                                                          | Товарищеский матч                                          |
| 41                                                         | 7 сентября 2013                                            | Австралия                                                  | 6:0                                                        | 1                                                          | —                                                          | Товарищеский матч                                          |
| 42                                                         | 11 сентября 2013                                           | Португалия                                                 | 3:1                                                        | 1                                                          | —                                                          | Товарищеский матч                                          |
| 43                                                         | 12 октября 2013                                            | Республика Корея                                           | 2:0                                                        | 1                                                          | —                                                          | Товарищеский матч                                          |
| 44                                                         | 15 октября 2013                                            | Замбия                                                     | 2:0                                                        | —                                                          | —                                                          | Товарищеский матч                                          |
| 45                                                         | 17 ноября 2013                                             | Гондурас                                                   | 5:0                                                        | —                                                          | —                                                          | Товарищеский матч                                          |
| 46                                                         | 20 ноября 2013                                             | Чили                                                       | 2:1                                                        | —                                                          | —                                                          | Товарищеский матч                                          |
| 47                                                         | 5 марта 2014                                               | ЮАР                                                        | 5:0                                                        | 3                                                          | —                                                          | Товарищеский матч                                          |
| 48                                                         | 3 июня 2014                                                | Панама                                                     | 4:0                                                        | 1                                                          | —                                                          | Товарищеский матч                                          |
| 49                                                         | 6 июня 2014                                                | Сербия                                                     | 1:0                                                        | —                                                          | —                                                          | Товарищеский матч                                          |
| 50                                                         | 12 июня 2014                                               | Хорватия                                                   | 3:1                                                        | 2                                                          | —                                                          | ЧМ-2014. Групповой этап                                    |
| 51                                                         | 17 июня 2014                                               | Мексика                                                    | 0:0                                                        | —                                                          | —                                                          | ЧМ-2014. Групповой этап                                    |
| 52                                                         | 23 июня 2014                                               | Камерун                                                    | 4:1                                                        | 2                                                          | —                                                          | ЧМ-2014. Групповой этап                                    |
| 53                                                         | 28 июня 2014                                               | Чили                                                       | 1:1 (п. 3:2)                                               | —                                                          | —                                                          | ЧМ-2014. 1/8 финала                                        |
| 54                                                         | 4 июля 2014                                                | Колумбия                                                   | 2:1                                                        | —                                                          | —                                                          | ЧМ-2014. 1/4 финала                                        |
| 55                                                         | 6 сентября 2014                                            | Колумбия                                                   | 1:0                                                        | 1                                                          | —                                                          | Товарищеский матч                                          |
| 56                                                         | 10 сентября 2014                                           | Эквадор                                                    | 1:0                                                        | —                                                          | —                                                          | Товарищеский матч                                          |
| 57                                                         | 11 октября 2014                                            | Аргентина                                                  | 2:0                                                        | —                                                          | —                                                          | Товарищеский матч                                          |
| 58                                                         | 14 октября 2014                                            | Япония                                                     | 4:0                                                        | 4                                                          | —                                                          | Товарищеский матч                                          |
| 59                                                         | 12 ноября 2014                                             | Турция                                                     | 4:0                                                        | 2                                                          | —                                                          | Товарищеский матч                                          |
| 60                                                         | 18 ноября 2014                                             | Австрия                                                    | 2:1                                                        | —                                                          | —                                                          | Товарищеский матч                                          |
| 61                                                         | 26 марта 2015                                              | Франция                                                    | 3:1                                                        | 1                                                          | —                                                          | Товарищеский матч                                          |
| 62                                                         | 29 марта 2015                                              | Чили                                                       | 1:0                                                        | —                                                          | —                                                          | Товарищеский матч                                          |
| 63                                                         | 10 июня 2015                                               | Гондурас                                                   | 1:0                                                        | —                                                          | —                                                          | Товарищеский матч                                          |
| 64                                                         | 14 июня 2015                                               | Перу                                                       | 2:1                                                        | 1                                                          | 1                                                          | Кубок Америки 2015. Групповой этап                         |
| 65                                                         | 17 июня 2015                                               | Колумбия                                                   | 0:1                                                        | —                                                          | —                                                          | Кубок Америки 2015. Групповой этап                         |
| 66                                                         | 5 сентября 2015                                            | Коста-Рика                                                 | 1:0                                                        | —                                                          | —                                                          | Товарищеский матч                                          |
| 67                                                         | 8 сентября 2015                                            | США                                                        | 4:1                                                        | 2                                                          | —                                                          | Товарищеский матч                                          |
| 68                                                         | 14 ноября 2015                                             | Аргентина                                                  | 1:1                                                        | —                                                          | —                                                          | Отборочные матчи ЧМ-2018                                   |
| 69                                                         | 18 ноября 2015                                             | Перу                                                       | 3:0                                                        | —                                                          | —                                                          | Отборочные матчи ЧМ-2018                                   |
| 70                                                         | 26 марта 2016                                              | Уругвай                                                    | 2:2                                                        | —                                                          | —                                                          | Отборочные матчи ЧМ-2018                                   |
| 71                                                         | 1 сентября 2016                                            | Эквадор                                                    | 3:0                                                        | 1                                                          | 1                                                          | Отборочные матчи ЧМ-2018                                   |
| 72                                                         | 6 сентября 2016                                            | Колумбия                                                   | 2:1                                                        | 1                                                          | 1                                                          | Отборочные матчи ЧМ-2018                                   |
| 73                                                         | 6 октября 2016                                             | Боливия                                                    | 5:0                                                        | 1                                                          | 2                                                          | Отборочные матчи ЧМ-2018                                   |
| 74                                                         | 10 ноября 2016                                             | Аргентина                                                  | 3:0                                                        | 1                                                          | 1                                                          | Отборочные матчи ЧМ-2018                                   |
| 75                                                         | 15 ноября 2016                                             | Перу                                                       | 2:0                                                        | —                                                          | —                                                          | Отборочные матчи ЧМ-2018                                   |
| 76                                                         | 23 марта 2017                                              | Уругвай                                                    | 4:1                                                        | 1                                                          | 1                                                          | Отборочные матчи ЧМ-2018                                   |
| 77                                                         | 28 марта 2017                                              | Парагвай                                                   | 3:0                                                        | 1                                                          | —                                                          | Отборочные матчи ЧМ-2018                                   |
| 78                                                         | 31 августа 2017                                            | Эквадор                                                    | 2:0                                                        | —                                                          | —                                                          | Отборочные матчи ЧМ-2018                                   |
| 79                                                         | 5 сентября 2017                                            | Колумбия                                                   | 1:1                                                        | —                                                          | 1                                                          | Отборочные матчи ЧМ-2018                                   |
| 80                                                         | 5 октября 2017                                             | Боливия                                                    | 0:0                                                        | —                                                          | —                                                          | Отборочные матчи ЧМ-2018                                   |
| 81                                                         | 10 октября 2017                                            | Чили                                                       | 3:0                                                        | —                                                          | 1                                                          | Отборочные матчи ЧМ-2018                                   |
| 82                                                         | 10 ноября 2017                                             | Япония                                                     | 3:1                                                        | 1                                                          | —                                                          | Товарищеский матч                                          |
| 83                                                         | 14 ноября 2017                                             | Англия                                                     | 0:0                                                        | —                                                          | —                                                          | Товарищеский матч                                          |
| 84                                                         | 3 июня 2018                                                | Хорватия                                                   | 2:0                                                        | 1                                                          | —                                                          | Товарищеский матч                                          |
| 85                                                         | 10 июня 2018                                               | Австрия                                                    | 3:0                                                        | 1                                                          | —                                                          | Товарищеский матч                                          |
| 86                                                         | 17 июня 2018                                               | Швейцария                                                  | 1:1                                                        | —                                                          | —                                                          | ЧМ-2018. Групповой этап                                    |
| 87                                                         | 22 июня 2018                                               | Коста-Рика                                                 | 2:0                                                        | 1                                                          | —                                                          | ЧМ-2018. Групповой этап                                    |
| 88                                                         | 27 июня 2018                                               | Сербия                                                     | 2:0                                                        | —                                                          | 1                                                          | ЧМ-2018. Групповой этап                                    |
| 89                                                         | 2 июля 2018                                                | Мексика                                                    | 2:0                                                        | 1                                                          | 1                                                          | ЧМ-2018. 1/8 финала                                        |
| 90                                                         | 6 июля 2018                                                | Бельгия                                                    | 1:2                                                        | —                                                          | —                                                          | ЧМ-2018. 1/4 финала                                        |
| 91                                                         | 8 сентября 2018                                            | США                                                        | 2:0                                                        | 1                                                          | —                                                          | Товарищеский матч                                          |
| 92                                                         | 12 сентября 2018                                           | Сальвадор                                                  | 5:0                                                        | 1                                                          | 3                                                          | Товарищеский матч                                          |
| 93                                                         | 12 октября 2018                                            | Саудовская Аравия                                          | 2:0                                                        | —                                                          | 2                                                          | Товарищеский матч                                          |
| 94                                                         | 16 октября 2018                                            | Аргентина                                                  | 1:0                                                        | —                                                          | 1                                                          | Товарищеский матч                                          |
| 95                                                         | 16 ноября 2018                                             | Уругвай                                                    | 1:0                                                        | 1                                                          | —                                                          | Товарищеский матч                                          |
| 96                                                         | 20 ноября 2018                                             | Камерун                                                    | 1:0                                                        | —                                                          | —                                                          | Товарищеский матч                                          |
| 97                                                         | 5 июня 2019                                                | Катар                                                      | 2:0                                                        | —                                                          | —                                                          | Товарищеский матч                                          |
| 98                                                         | 6 сентября 2019                                            | Колумбия                                                   | 2:2                                                        | 1                                                          | 1                                                          | Товарищеский матч                                          |
| 99                                                         | 10 сентября 2019                                           | Перу                                                       | 0:1                                                        | —                                                          | —                                                          | Товарищеский матч                                          |
| 100                                                        | 10 октября 2019                                            | Сенегал                                                    | 1:1                                                        | —                                                          | —                                                          | Товарищеский матч                                          |
| 101                                                        | 13 октября 2019                                            | Нигерия                                                    | 1:1                                                        | —                                                          | —                                                          | Товарищеский матч                                          |
| 102                                                        | 9 октября 2020                                             | Боливия                                                    | 5:0                                                        | —                                                          | 2                                                          | Отборочные матчи ЧМ-2022                                   |
| 103                                                        | 13 октября 2020                                            | Перу                                                       | 4:2                                                        | 3                                                          | —                                                          | Отборочные матчи ЧМ-2022                                   |
| 104                                                        | 5 июня 2021                                                | Эквадор                                                    | 2:0                                                        | 1                                                          | 1                                                          | Отборочные матчи ЧМ-2022                                   |
| 105                                                        | 8 июня 2021                                                | Парагвай                                                   | 2:0                                                        | 1                                                          | 1                                                          | Отборочные матчи ЧМ-2022                                   |
| 106                                                        | 12 июня 2021                                               | Венесуэла                                                  | 3:0                                                        | 1                                                          | 1                                                          | Кубок Америки 2021. Групповой этап                         |
| 107                                                        | 17 июня 2021                                               | Перу                                                       | 4:0                                                        | 1                                                          | —                                                          | Кубок Америки 2021. Групповой этап                         |
| 108                                                        | 23 июня 2021                                               | Колумбия                                                   | 2:1                                                        | —                                                          | 1                                                          | Кубок Америки 2021. Групповой этап                         |
| 109                                                        | 2 июля 2021                                                | Чили                                                       | 1:0                                                        | —                                                          | —                                                          | Кубок Америки 2021. Четвертьфинал                          |
| 110                                                        | 5 июля 2021                                                | Перу                                                       | 1:0                                                        | —                                                          | 1                                                          | Кубок Америки 2021. Полуфинал                              |
| 111                                                        | 10 июля 2021                                               | Аргентина                                                  | 0:1                                                        | —                                                          | —                                                          | Кубок Америки 2021. Финал                                  |
| 112                                                        | 2 сентября 2021                                            | Чили                                                       | 1:0                                                        | —                                                          | —                                                          | Отборочные матчи ЧМ-2022                                   |
| 113                                                        | 9 сентября 2021                                            | Перу                                                       | 2:0                                                        | 1                                                          | 1                                                          | Отборочные матчи ЧМ-2022                                   |
| 114                                                        | 10 октября 2021                                            | Колумбия                                                   | 0:0                                                        | —                                                          | —                                                          | Отборочные матчи ЧМ-2022                                   |
| 115                                                        | 14 октября 2021                                            | Уругвай                                                    | 4:1                                                        | 1                                                          | 2                                                          | Отборочные матчи ЧМ-2022                                   |
| 116                                                        | 11 ноября 2021                                             | Колумбия                                                   | 1:0                                                        | —                                                          | 1                                                          | Отборочные матчи ЧМ-2022                                   |
| 117                                                        | 24 марта 2022                                              | Чили                                                       | 4:0                                                        | 1                                                          | —                                                          | Отборочные матчи ЧМ-2022                                   |
| 118                                                        | 2 июня 2022                                                | Республика Корея                                           | 5:1                                                        | 2                                                          | —                                                          | Товарищеский матч                                          |
| 119                                                        | 6 июня 2022                                                | Япония                                                     | 1:0                                                        | 1                                                          | —                                                          | Товарищеский матч                                          |
| 120                                                        | 23 сентября 2022                                           | Гана                                                       | 3:0                                                        | —                                                          | 2                                                          | Товарищеский матч                                          |
| 121                                                        | 27 сентября 2022                                           | Тунис                                                      | 5:1                                                        | 1                                                          | —                                                          | Товарищеский матч                                          |
| 122                                                        | 24 ноября 2022                                             | Сербия                                                     | 2:0                                                        | —                                                          | —                                                          | Финальные матчи ЧМ-2022                                    |
| 123                                                        | 5 декабря 2022                                             | Республика Корея                                           | 4:1                                                        | 1                                                          | 1                                                          | Финальные матчи ЧМ-2022                                    |
| 124                                                        | 9 декабря 2022                                             | Хорватия                                                   | 1:1 (п. 2:4)                                               | 1                                                          | —                                                          | Финальные матчи ЧМ-2022                                    |
| 125                                                        | 8 сентября 2023                                            | Боливия                                                    | 5:1                                                        | 2                                                          | 1                                                          | Отборочные матчи ЧМ-2026                                   |
| 126                                                        | 12 сентября 2023                                           | Перу                                                       | 1:0                                                        | —                                                          | 1                                                          | Отборочные матчи ЧМ-2026                                   |
| 127                                                        | 12 октября 2023                                            | Венесуэла                                                  | 1:1                                                        | —                                                          | 1                                                          | Отборочные матчи ЧМ-2026                                   |
| 128                                                        | 17 октября 2023                                            | Уругвай                                                    | 0:2                                                        | —                                                          | —                                                          | Отборочные матчи ЧМ-2026                                   |

Итого: 128 матчей / 79 голов / 50 голевых передач; 93 победы, 21 ничья, 14 поражений.

### Хет-трики
| Список хет-триков Неймара | Список хет-триков Неймара | Список хет-триков Неймара | Список хет-триков Неймара | Список хет-триков Неймара | Список хет-триков Неймара   |
| №                         | Дата                      | Оппонент                  | Счёт                      | Голы                      | Соревнование                |
| ------------------------- | ------------------------- | ------------------------- | ------------------------- | ------------------------- | --------------------------- |
| 1                         | 15 апреля 2010            | Гуарани                   | 8:1                       | 5                         | Кубок Бразилии 2010         |
| 2                         | 21 ноября 2010            | Гояс                      | 4:1                       | 3                         | Чемпионат Бразилии 2010     |
| 3                         | 29 октября 2011           | Атлетико Паранаэнсе       | 4:1                       | 4                         | Чемпионат Бразилии 2011     |
| 4                         | 9 февраля 2012            | Ботафого СП               | 4:1                       | 3                         | Лига Паулиста 2012          |
| 5                         | 7 марта 2012              | Интернасьонал             | 3:1                       | 3                         | Кубок Либертадорес 2012     |
| 6                         | 28 марта 2012             | Гуаратингета              | 5:0                       | 3                         | Лига Паулиста 2012          |
| 7                         | 29 апреля 2012            | Сан-Паулу                 | 3:1                       | 3                         | Лига Паулиста 2012          |
| 8                         | 10 сентября 2012          | Китай                     | 8:0                       | 3                         | Товарищеский матч           |
| 9                         | 3 ноября 2012             | Крузейро                  | 4:0                       | 3                         | Чемпионат Бразилии 2012     |
| 10                        | 13 апреля 2013            | Униан Барбаренсе          | 4:0                       | 4                         | Лига Паулиста 2013          |
| 11                        | 11 декабря 2013           | Селтик                    | 6:1                       | 3                         | Лига чемпионов УЕФА 2013/14 |
| 12                        | 27 сентября 2014          | Гранада                   | 6:0                       | 3                         | Чемпионат Испании 2014/15   |
| 13                        | 18 октября 2015           | Райо Вальекано            | 5:2                       | 4                         | Чемпионат Испании 2015/16   |
| 14                        | 14 мая 2017               | Лас-Пальмас               | 4:1                       | 3                         | Чемпионат Испании 2016/17   |
| 15                        | 12 сентября 2018          | Сборная Сальвадора        | 5:0                       | 3                         | Товарищеский матч           |
| 16                        | 13 октября 2018           | Црвена Звезда             | 6:1                       | 3                         | Лига чемпионов УЕФА 2018/19 |

Итого: 12 хет-триков, 3 покера, 1 пента-трик.

## Достижения

### Командные
«Сантос»
- Чемпион Лиги Паулиста (3): 2010, 2011, 2012
- Обладатель Кубка Бразилии: 2010
- Обладатель Кубка Либертадорес: 2011
- Обладатель Рекопа Южной Америки: 2012

«Барселона»
- Чемпион Испании (2): 2014/15, 2015/16
- Обладатель Кубка Испании (3): 2014/15, 2015/16, 2016/17
- Обладатель Суперкубка Испании: 2013
- Победитель Лиги чемпионов УЕФА: 2014/15
- Обладатель Суперкубка УЕФА: 2015
- Победитель Клубного чемпионата мира: 2015

«Пари Сен-Жермен»
- Чемпион Франции (5): 2017/18, 2018/19, 2019/20, 2021/22, 2022/23
- Обладатель Кубка Франции (3): 2017/18, 2019/20, 2020/21
- Обладатель Кубка французской лиги (2): 2017/18, 2019/20
- Обладатель Суперкубка Франции (3): 2018, 2020, 2022

«Аль-Хиляль»
- Чемпион Саудовской Аравии: 2023/24

Сборная Бразилии (до 20 лет)
- Чемпион Южной Америки среди молодёжных команд: 2011

Сборная Бразилии
- Олимпийский чемпион: 2016
- Обладатель Кубка конфедераций: 2013
- Финалист Кубка Америки: 2021

### Личные
- Лучший молодой игрок Лиги Паулиста: 2009
- Лучший игрок Лиги Паулиста (4): 2010, 2011, 2012, 2013
- Лучший нападающий Лиги Паулиста (4): 2010, 2011, 2012, 2013
- Лучший нападающий чемпионата Бразилии (3): 2010, 2011, 2012
- Лучший бомбардир Кубка Бразилии: 2010
- Лучший бомбардир молодёжного чемпионата Южной Америки: 2011
- Лучший игрок молодёжного чемпионата Южной Америки: 2011
- Лучший игрок Кубка Либертадорес: 2011
- Лучший игрок чемпионата Бразилии: 2011
- Лучший игрок Рекопы Южной Америки: 2012
- Лучший бомбардир Лиги Паулиста: 2012
- Лучший бомбардир Кубка Либертадорес: 2012
- Лучший молодой игрок года: 2012
- Член чемпионского состава чемпионата Бразилии (3): 2010, 2011, 2012
- Член чемпионского состава Кубка Либертадорес: 2012
- Обладатель премии Артура Фриденрайха (2): 2010, 2012
- Обладатель награды Армандо Ногейры (2): 2011, 2012
- Обладатель бразильского «Золотого мяча»: 2011
- Обладатель бразильского «Серебряного мяча» (2): 2010, 2011
- Обладатель бразильской «Золотой бутсы» (3): 2010, 2011, 2012
- Обладатель Бронзового мяча Клубного чемпионата мира: 2011
- Футболист года в Южной Америке (2): 2011, 2012
- Обладатель премии Пушкаша за лучший гол года по версии ФИФА: 2011
- Обладатель «Золотого мяча» Кубка конфедераций: 2013
- Обладатель «Бронзовой бутсы» Кубка конфедераций: 2013
- Обладатель «Бронзовой бутсы» чемпионата мира: 2014
- Обладатель приза «Золотая самба» (6): 2014, 2015, 2017, 2020, 2021, 2022
- Автор лучшего гола недели по версии TVGOLO: 2009/10
- Автор 600-го гола «Барселоны» в европейских турнирах на «Камп Ноу» (в ворота «Селтика» 11 декабря 2013 года)
- Автор 1000-го гола «Барселоны» в европейских турнирах (в ворота «Пари Сен-Жермен» 21 апреля 2015 года)
- Входит в состав символической сборной года Южной Америки (3): 2010, 2011, 2012
- Входит в состав символической сборной Кубка конфедераций: 2013
- Входит в состав символической сборной чемпионата мира по версии ФИФА: 2014
- Входит в состав символической сборной года по версии «L’Équipe» (2): 2014[247], 2015
- Входит в состав символической сборной Европы по версии УЕФА (2): 2015, 2020
- Входит в состав символической сборной года по версии ФИФА (2): 2015, 2017
- Входит в состав символической сборной года по версии «France Football»: 2015
- Входит в состав символической сборной года по версии «Marca»: 2015
- Входит в состав символической сборной Лиги чемпионов УЕФА (3): 2014/15, 2019/20, 2020/21
- Входит в состав символической сборной Кубка Америки по версии КОНМЕБОЛ: 2021
- Лучший бомбардир Кубка Испании: 2014/15[i]
- Лучший бомбардир Лиги чемпионов УЕФА: 2014/15[j]
- Лучший игрок плей-офф Лиги чемпионов УЕФА: 2014/15
- Лучший игрок Примеры: ноябрь 2015
- Третий футболист мира: 2015
- Time 100: 2017

### Рекорды
- Первый игрок в истории Лиги чемпионов УЕФА, которому удалось забить в обоих четвертьфиналах, обоих полуфиналах и финале турнира (2014/15)
- Первый игрок в истории Лиги чемпионов УЕФА, который поразил ворота одного соперника в четырёх матчах одного розыгрыша турнира (2014/15)
- Первый игрок в истории футбола, оформивший хет-трик в Кубке Либертадорес и в Лиге чемпионов УЕФА (2013/14)
- Автор самого быстрого хет-трика «Барселоны» в истории Лиги чемпионов УЕФА
- Автор самого быстрого гола в истории Олимпийских игр[248]